# Canis lupus familiaris

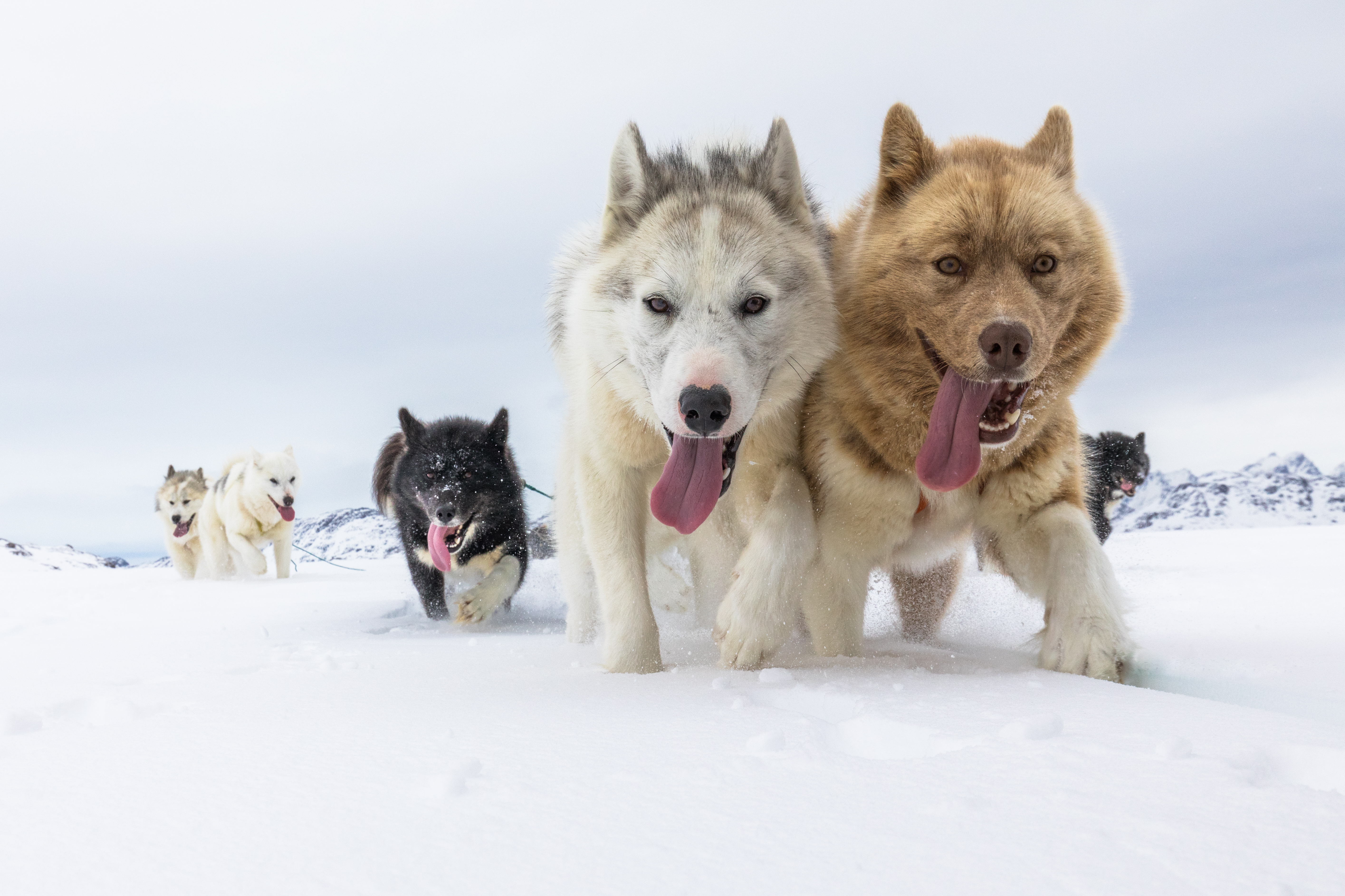
Esempio di cani

Il cane (Canis lupus familiaris Linnaeus, 1758) è un mammifero appartenente all'ordine Carnivora, della famiglia dei canidi. Con l'avvento dell'addomesticamento, si è distinto dal lupo, di cui è considerato una sottospecie o, dalla maggior parte degli autori, una forma neotenica.
Si tratta di un canino di taglia da piccola a grande, dotato di una plasticità fenotipica molto variabile. Il mantello può essere corto o lungo, ispido o morbido, liscio o riccio, con una borra (sottopelo) di cui molte razze fanno la muta. Il colore varia a seconda della discendenza: bianco, nero, rosso, marrone, ecc. La testa può essere brachicefala, mesaticefala o dolicocefala. La punta del tartufo ha la caratteristica forma a cuore. La coda varia in forma e lunghezza, tanto che in alcune razze è assente. Alcune razze dispongono di un quinto dito vestigiale sugli arti posteriori, che serve per facilitare le camminate o arrampicarsi.

## Origini
La domesticazione da parte dell'uomo ha origini antichissime e il cane risulta il primo animale addomesticato dall'essere umano, usato come aiutante nella caccia.
Antichi resti fossili di lupo furono ritrovati presso uno stanziamento umano in una tomba natufiana, e risalgono a 11 000-12 000 anni fa, ma l'origine del rapporto fra le due specie si colloca molto più indietro nel tempo, fra 30 000 e 36 000 anni fa. Lo studio di un cranio di "canide simile a un cane", un proto-cane geneticamente analizzato e più vicino al cane moderno che non al lupo dell'epoca, rinvenuto nei monti Altaj in Siberia, nel sito paleolitico Eliseevichi-1 nella regione Bryansk della Russia centrale, ha retrodatato di molte migliaia di anni la domesticazione dei primi proto-cani; altri ritrovamento di possibili tracce di protocanidi, i crani di "Goyet" e "Mezine", risalgono a più di 36 000 anni fa e, anche se la questione viene ancora dibattuta, è stato proposto che le diverse razze canine moderne non abbiano un unico progenitore comune, ma discendano da diversi distinti processi di addomesticamento di alcuni lupi in diverse epoche e in diverse aree del mondo.
Nel 2001 la popolazione stimata di cani era di 400 milioni.

## Etimologia
La parola "cane" deriva dal latino canis. Il prefisso cino- (usato in molti termini composti, come cinofilia) deriva dal greco kyon / kynòs (κύων, κυνός, ὁ); tale radice è comune a tutte le lingue indoeuropee, tra cui anche il sanscrito (śvā́).

## Biologia

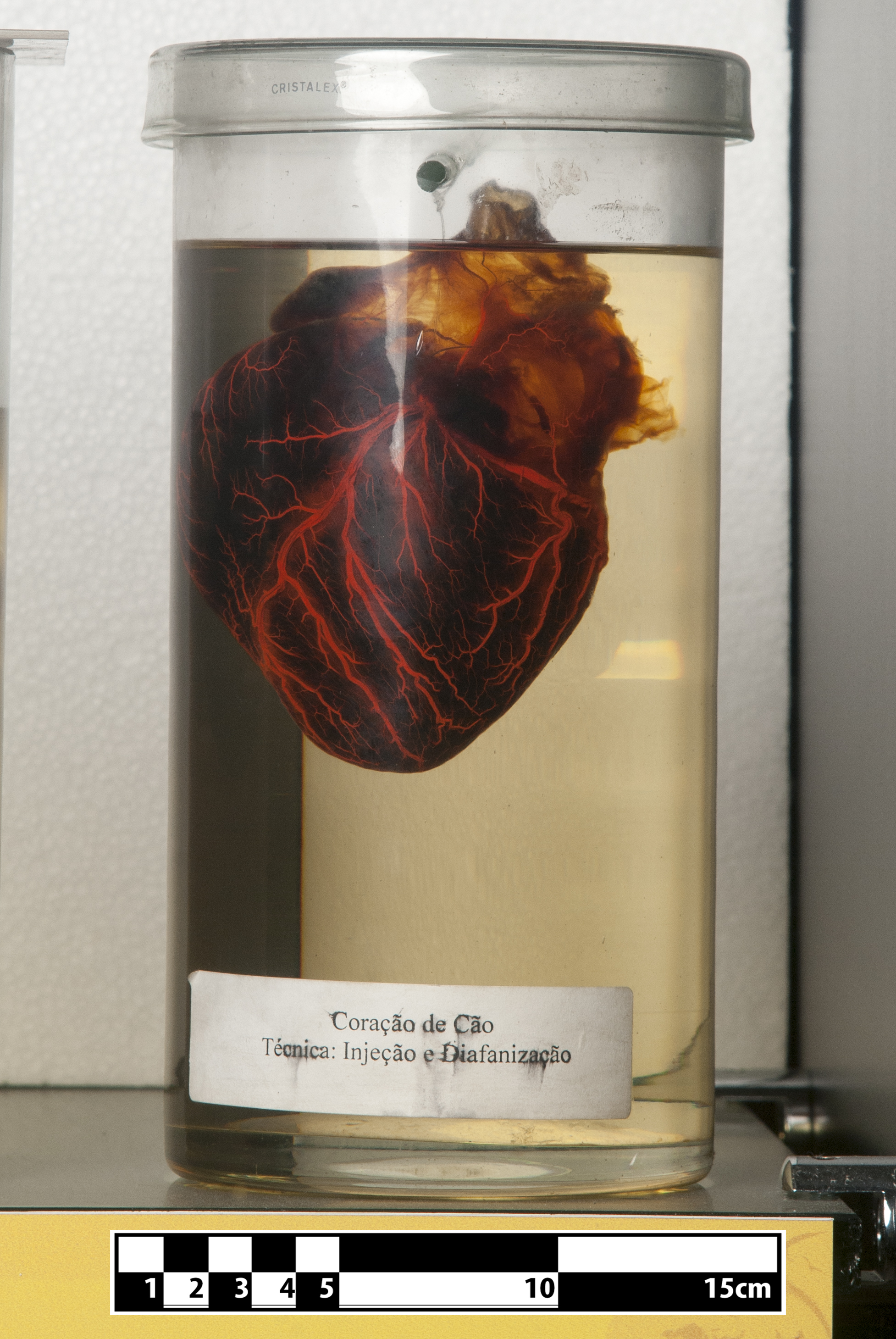
Cuore di cane. Campione diafanizzato per la visualizzazione delle strutture anatomiche.

Il cane ha una grande variabilità nelle caratteristiche biologiche, per la selezione operata dalla natura (per i diversi luoghi di provenienza), per le varie razze nate nel corso dei secoli e, soprattutto, per via della selezione operata dall'uomo (suo compagno fin dall'età preistorica). Il peso dell'adulto può variare dai 500 g del chihuahua ai 140 kg del San Bernardo. Ha un ciclo estrale che si ripete due volte l'anno (mentre il lupo ha un unico periodo d'estro l'anno): questa caratteristica è dovuta in parte alla selezione effettuata nei secoli dall'uomo (per facilitare l'allevamento), in parte alla selezione naturale. Tuttavia, in cani particolarmente primitivi come il cane lupo cecoslovacco, il cane lupo di Saarloos, il basenji o il mastino tibetano, l'estro avviene una sola volta l'anno e talora viene inibito da condizioni ambientali sfavorevoli, come, ad esempio, conflitti sociali tra cani che convivono.
Il cane domestico teme il caldo a cominciare dai 25º. Essendo dotato unicamente di ghiandole sudoripare in naso e cuscinetti delle zampe, già a questa temperatura può ricevere danni permanenti. L'esposizione diretta al sole sarebbe da evitare, in quanto il folto mantello, sia a pelo lungo che corto, è progettato per resistere alle gelate invernali, ma non permette la dispersione diretta del calore attraverso la pelle.
Per tutte le razze il periodo di gestazione è di circa 62 giorni. Vengono alla luce da 1 a 10 piccoli, a seconda della taglia dell'animale. Notevoli sono i cambiamenti apportati nel corso dei secoli dalla selezione operata dall'uomo, sia come caratteristiche fisiche (colore, peso, qualità sensoriali) sia come caratteristiche di socializzazione. Notevole importanza è stata posta da sempre nell'educazione e nel comportamento del cane.
I predatori del cane sono, in maggioranza, il lupo, la tigre e l'uomo.
Storicamente il consumo umano di carne di cane è stato registrato in numerose parti del mondo, compresi Est e Sud-est asiatico, Africa occidentale, Europa, Oceania e America. Nel XXI secolo alcuni dei Paesi in cui è consumata la carne di cane sono la Cina, la Corea e il Vietnam.
Molte culture vedono il consumo di carne di cane come una parte della loro tradizionale e quotidiana cucina, mentre altre - come quelle occidentalizzate - lo considerano un tabù, nonostante l'abbiano consumata in tempi di guerra o carestie.

Il cane viene generalmente considerato onnivoro, ma non è in grado di metabolizzare efficientemente la teobromina contenuta nel cacao e nel cioccolato; pertanto, in caso di ingestione di tali alimenti, sono possibili conseguenze negative per la salute, anche gravi.

### Apparato riproduttore
L'apparato riproduttore maschile nel cane è costituito da pene, scroto, testicoli, tubuli seminiferi, dotti efferenti, epididimi, dotti deferenti e ghiandole accessorie (ampolle e prostata). Nel cane mancano le vescicole seminali.
I testicoli producono le cellule germinali maschili (spermatozoi) e gli androgeni, che conferiscono all'animale adulto le caratteristiche maschili. Il processo di produzione degli spermatozoi è detto spermatogenesi.
Il pene dei cani è provvisto di osso penico.

### Infanzia
Per infanzia del cane si intende quel periodo in cui i cani vengono nominati “cuccioli”, quindi i primi mesi della loro vita. È un periodo molto delicato, durante il quale i cuccioli devono ricevere molte cure, soprattutto nei primi due giorni di vita. Al momento della nascita, i cuccioli hanno gli occhi chiusi, infatti solo intorno al decimo giorno di nascita le palpebre si aprono, permettendo la visione. Anche il senso dell'udito si sviluppa bene verso il decimo giorno di vita. Grazie all'allattamento naturale ricevono un buon nutrimento, infatti al sesto giorno riescono già a raddoppiare il loro peso e a triplicarlo intorno al trentesimo; inoltre, più la cucciolata è piccola, maggiore è il sostentamento. In questo periodo di allattamento sono soggetti alla verminosi, quindi, verso la terza o quarta settimana, è bene ricorrere allo sverminamento con prodotti adatti.
Dopo le due settimane di vita, i cuccioli hanno acquisito abbastanza forza da potersi muovere, camminare e giocare fra loro, così da iniziare a scoprire ciò che li circonda; bisogna evitare però che stiano in luoghi umidi e freddi. Nel primo mese compaiono i primi denti che, però, non sono subito forti e resistenti
Dopo le cinque settimane possono essere avviati allo svezzamento, nel quale deve essere sostituito gradualmente il latte materno con della carne, fino ad arrivare al completamento del secondo mese, che sancisce la fine di questo processo. Dalla nascita fino al terzo mese di vita, i pasti regrediscono da 6 a 3 al giorno, così da assumere un'alimentazione da cane adulto.
Compiuto lo svezzamento, il cucciolo comincia a essere indipendente dalla madre, gli è necessario il movimento all'aria aperta e la luce del sole per uno buono sviluppo muscolare.
Nel periodo dell'"infanzia" il cucciolo ha necessità della compagnia, infatti non dovrebbe essere mai lasciato da solo, ma è preferibile che stia insieme ad altri cani della sua stessa età.
Dai quattro mesi in poi il cane entra nella fase dell'"adolescenza", che durerà fino intorno ai diciotto mesi.

### Senso dell'olfatto

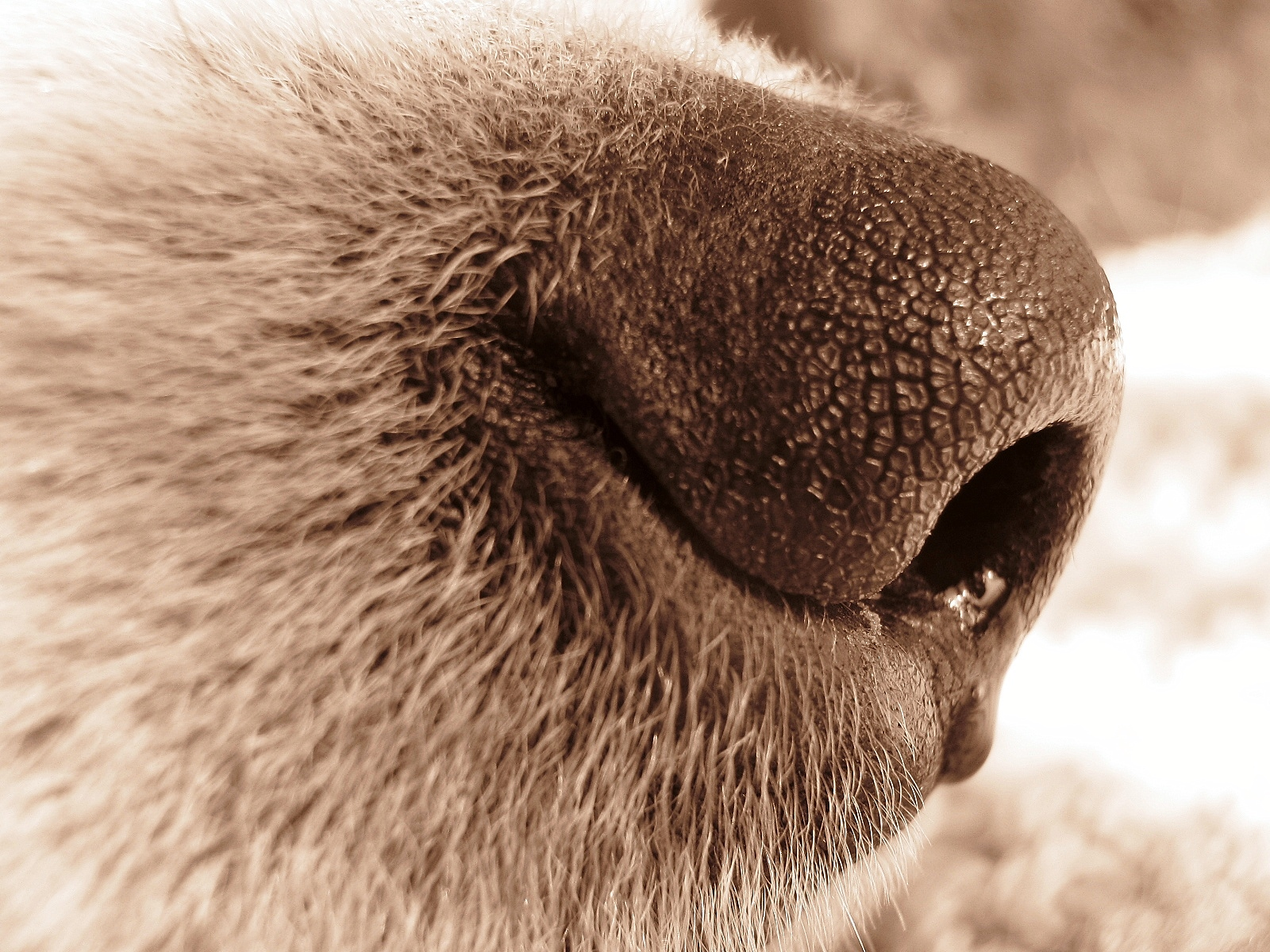
Rinario di un cane

Il cane ha un senso dell'olfatto molto sviluppato; la corteccia olfattiva ha un ruolo predominante nel cervello del cane, analogamente a quanto avviene per la corteccia visiva dell'uomo. Si stima che i cani abbiano un olfatto molte volte più sviluppato, quindi più efficace per le varie necessità, di quello umano.
Parte fondamentale del suo processo di riconoscimento degli odori è la conformazione del suo naso (il tartufo o rinario) e soprattutto la potente mucosa interna, in grado di distinguere una sola molecola di una sostanza su milioni di altre. Il tartufo rappresenta l'estremità terminale del naso del cane. L'impronta delle circonvoluzioni che lo contraddistinguono è specifica dell'individuo e, al pari delle impronte digitali dell'essere umano, può essere usata come efficace sistema di riconoscimento. La mucosa che riveste internamente il naso del cane svolge gli stessi compiti di quella di qualsiasi altro mammifero. All'estremità del tartufo si trovano le froge o cavità per aspirare l'aria e, come in altri mammiferi, al confine mucosocutaneo, ci sono vibrisse laterali, grossi peli con funzioni sensoriali molto importanti.
Oltre all'olfatto, il naso del cane ha molte funzionalità aggiuntive. La maggior parte delle ghiandole sudoripare del cane sono concentrate nella mucosa interna del tartufo, cosa che lo rende importante dal punto di vista della regolazione termica. Inoltre, esso è dotato di recettori del freddo che recepiscono l'evaporazione dell'umidità causata dalle correnti d'aria, e consentono al cane una notevole precisione nel determinare la direzione di provenienza degli odori. Questa caratteristica è stata sfruttata dall'uomo per l'addestramento di cani per la ricerca di animali, persone, tartufi, o sostanze particolari, come stupefacenti o esplosivi. La ricchezza di terminazioni nervose rende il naso del cane in grado di rilevare anche le radiazioni termiche, come i serpenti.

### Colore del mantello
Al 2022 si conoscono quindici loci genici che governano le molteplici manifestazioni fenotipiche dei colori e tipi di associazione dei colori del mantello delle varie razze canine. Questi loci interagiscono in modo complesso e in parte sconosciuto tra loro nel determinare le manifestazioni visivamente apprezzabili del mantello, espressione della penetranza degli alleli implicati. Inoltre, è nota la correlazione tra i colori del mantello e alcune manifestaazioni patologiche collegate a disturbi uditivi, visivi e neurologici.

### Apprendimento

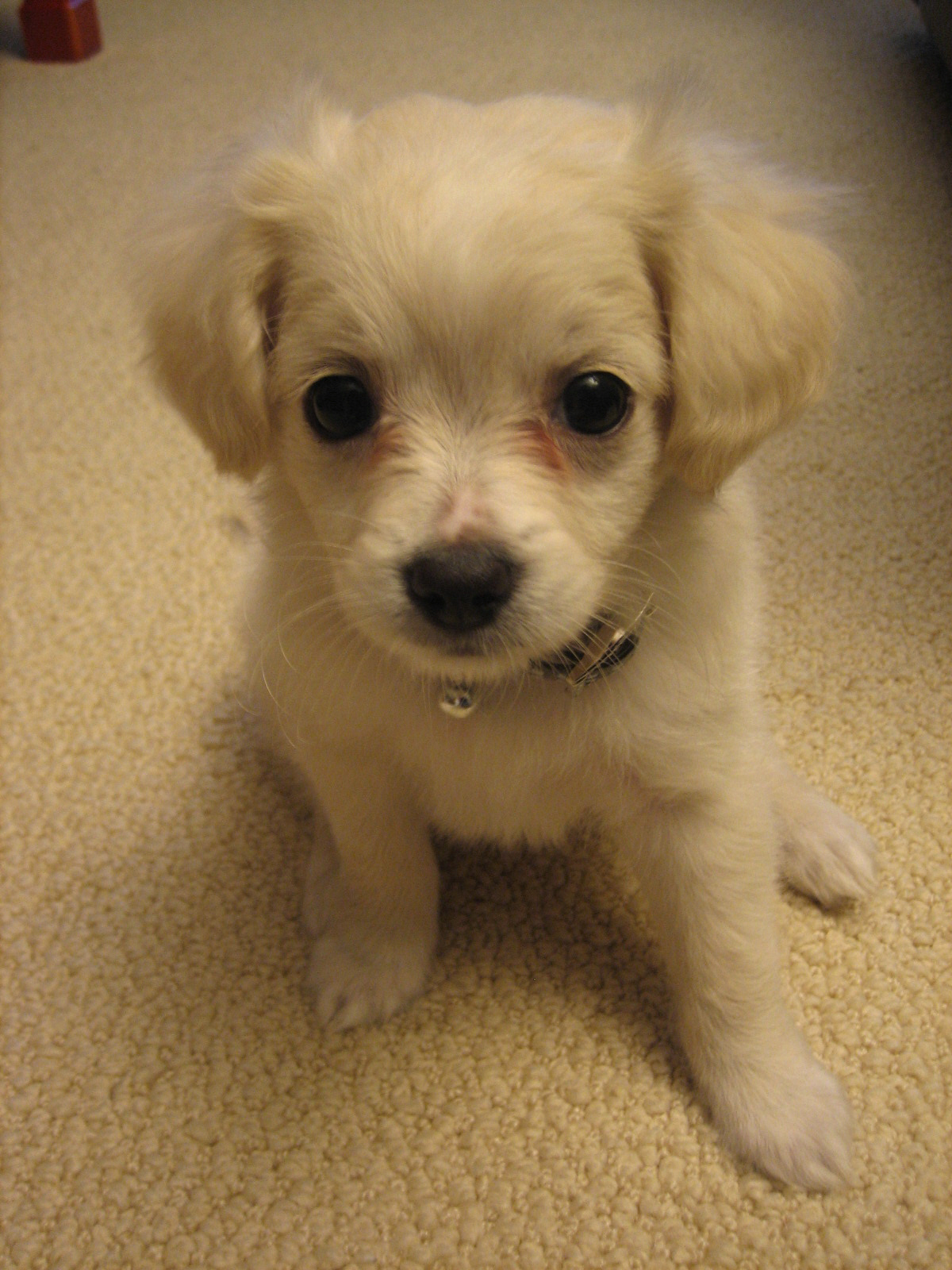
Un cucciolo di cane

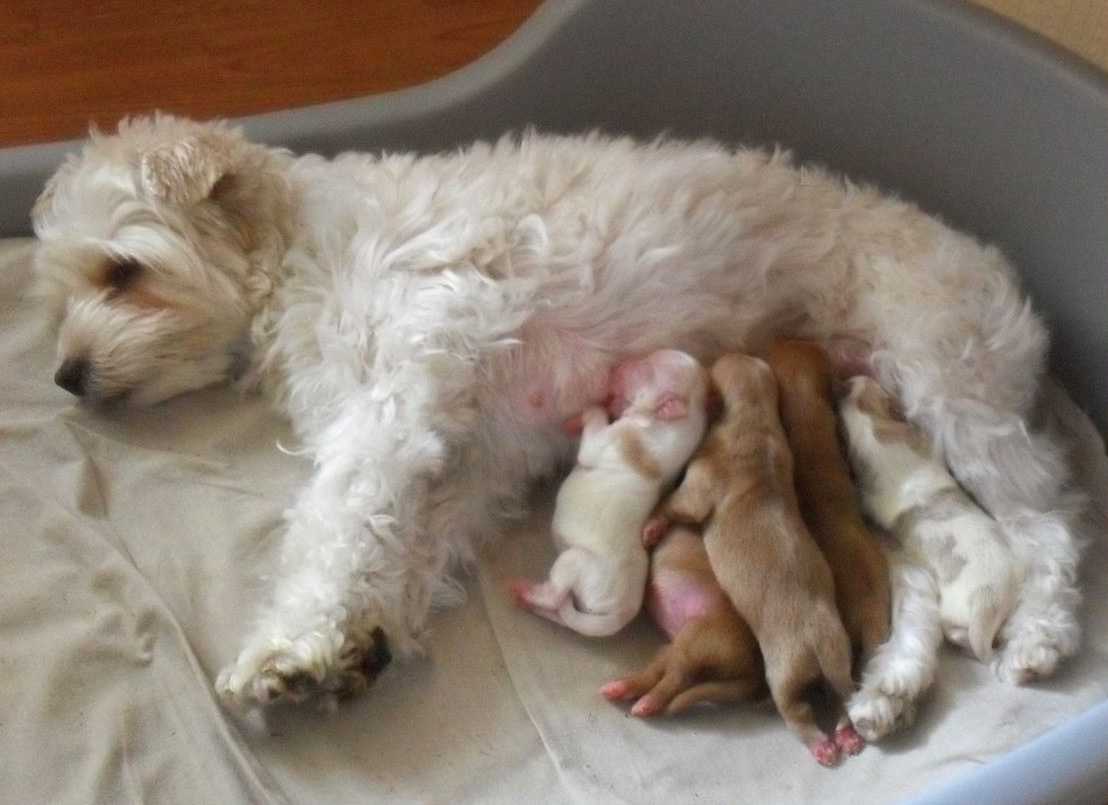
Cagna che allatta i suoi cuccioli

Il cane è un animale sociale che, al contrario di quanto molti asseriscono, non vive in un branco gerarchicamente organizzato. Studi sui cani randagi, in particolare quelli dell'équipe del dottor Bonanni, dimostrerebbero che il concetto di gerarchia lineare nel cane è alquanto inverosimile; semmai, esisterebbe un comportamento di competenze condivise fra molti e non sempre. In realtà, vista la storia evolutiva del cane, si può parlare sia di partnership (relazione con mutuo vantaggio fra le parti) sia di leadership (relazione con vantaggio maggiore di una delle due parti) a seconda delle circostanze e di come si formano i gruppi sociali.
Il cane non è più un lupo e quindi non lo si può definire esattamente come animale da branco, ma nella famiglia umana lui vede un "gruppo sociale" paragonabile (a grandi linee) al branco naturale. Alcune osservazioni sul lupo hanno riscontrato che i branchi sono soprattutto familiari (i due riproduttori sono alla guida dei propri figli, spesso di cucciolate di anni diversi); altri studiosi hanno osservato il comportamento di branchi formatisi dall'unione di gruppi diversi, con modalità molto diverse rispetto a quelle dei branchi familiari.
Nel cane solitamente è la madre che si occupa in toto delle cure parentali, dopodiché la guida del "branco misto" passa all'uomo, con il quale il cane instaura un rapporto di collaborazione sociale perché il processo chiamato "impregnazione" (ovvero il fatto che l'uomo interagisca con il cucciolo di pochissimi giorni di vita) convince il cane che apparteniamo, se non proprio alla stessa specie, quantomeno allo stesso gruppo sociale. Secondo alcune scuole (dette "gentiliste") al cane non va chiesta ubbidienza, concetto arcaico tipico di metodi addestrativi basati sulla coercizione; semmai, lo si invoglia a cooperare così come alle origini fu la relazione cane/umano.
Secondo altre (dette "tradizionali" o "naturali"), fermo restando l'impegno di evitare al cane qualunque sofferenza, l'obbedienza non è affatto un concetto superato: anzi, è l'unico concetto che il cane, come animale sociale e gerarchico, può far suo, sentendo il vero e proprio bisogno di una guida che lo accompagni nella sua crescita e nella sua acquisizione di un ruolo e di competenze specifiche all'interno del gruppo.
Entrambe concordano sul fatto che l'obiettivo è quello di costruire un rapporto di fiducia corretto e bilanciato.
Accanto al concetto di "addestramento" (cioè "rendere destro il cane" a un'attività sportiva o di utilità) assume grande importanza quello di "educazione" del cane, in cui viene coinvolta la psiche del cane per raggiungere una condizione di equilibrio (omeostasi psichica) che gli permetta di vivere in ambito antropico senza traumi o stress.
Stabilito questo, il cane è, fra gli animali domestici, forse il più facile e il più proficuo nell'apprendimento ed è capace di imparare a eseguire un gran numero di esercizi. Alcune affermazioni da parte dello scienziato Stanley Coren lo confermano. Lo psicologo, che raccoglie da anni dati sui comportamenti dei cani, e che insegna psicologia all'università canadese della British Columbia, afferma che la loro intelligenza è profondamente più sviluppata di quanto le persone pensino. Per intelligenza li paragona infatti a bambini di due tre anni: essi infatti, come avviene per i cuccioli d'uomo, hanno basilari capacità aritmetiche (quelli particolarmente intelligenti sono capaci di contare fino a cinque) e sono in grado di apprendere oltre 165 parole (il numero varia sensibilmente, fino ad arrivare a 250 parole nei cani più intelligenti e a un migliaio di parole in casi eccezionali; si veda Intelligenza dei cani). Egli distingue inoltre vari tipi di intelligenza:
- intelligenza istintiva: ciò che un cane è addestrato a fare fin dalla nascita;
- intelligenza adattativa: ciò che un cane impara a fare da solo, attraverso l'esperienza;
- intelligenza funzionale (ubbidienza): ciò che l'animale può imparare attraverso l'insegnamento di comandi e ordini;
- intelligenza spaziale: si riferisce alle capacità di un cane di ritrovare ad esempio la via di casa.

La classificazione di Coren è contestata da altri studiosi ed etologi. Gli antichi (e superati da decenni) metodi di addestramento del cane si fondavano principalmente sulla coercizione per rettificare i comportamenti errati (rinforzo negativo e punizione positiva), fino all'ottenimento del comportamento desiderato. Questo avveniva (e ancora avviene sui campi di alcuni addestratori "vecchio stampo", nonché in molte case private) con l'applicazione di varie forme di pressione fisica e psicologica, dalla semplice sgridata ad alta voce, allo strattone applicato tramite il guinzaglio, fino all'uso di collari a strozzo, a punte o elettrici, questi ultimi controllati a distanza tramite telecomando.
Il progredire delle conoscenze etologiche, e la crescente sensibilità animalista, hanno fatto sì che negli ultimi trent'anni si sia progressivamente diffuso, a partire dal mondo anglosassone, un nuovo tipo di educazione e addestramento, di cui esistono principalmente due scuole. Uno è il metodo gentile, basato sul rinforzo positivo del comportamento desiderato, tramite lo stimolo di quattro fondamentali bisogni del cane, che possiamo distinguere in primari (alimentazione con bocconcini di würstel o formaggio e l'istinto di predazione come l'inseguimento di una pallina) e secondari (istinto di competitività tira e molla e contatto sociale con carezze). Questo metodo sfrutta il principio naturale per il quale il cane, come tutti gli animali, tende a ripetere i comportamenti che gli portano un vantaggio, tralasciando i comportamenti che non ne portano.
Una delle metodologie più efficaci facenti parte del metodo gentile è quella del Clicker training, spesso basata sul modellaggio, anche se è spesso male interpretata da chi l'applica in modo approssimativo e improvvisato, con conseguenti scarsi e approssimativi risultati. L'altro metodo, "tradizionale" o "naturale", parte dal metodo di scuola tedesca senza però tenere più in alcuna considerazione la coercizione e la violenza. Fa invece ampio uso di rinforzo positivo, pur considerando la possibilità di correggere il cane, in vari modi che possono andare dalla semplice sgridata all'azione decisa sul guinzaglio, quando sbaglia, ritenendo che il cane (come confermato da tutti gli studi sul cognitivismo) non sia un mero opportunista ma un essere pensante e in grado di capire perfettamente ciò che il proprietario desidera da lui, quindi in grado di distinguere anche gli errori purché gli si spieghi chiaramente quando e perché ha sbagliato.
Nell'ambito delle attività organizzate di addestramento, vanno diffondendosi per seguito e per approfondimento le "prove di lavoro" riservate a esemplari delle razze di utilità (un esempio tra tutti quello del cane da pastore); si tratta di manifestazioni cinotecniche e sportive organizzate dalle delegazioni dell'E. N.C. I. allo scopo di mettere in evidenza le qualità naturali del cane, nonché la sua attitudine ad applicare ciò che ha appreso dall'addestramento specifico, per individuare e fare conoscere, ai fini dell'allevamento, i soggetti dotati di carattere migliore e più idonei al lavoro.

#### Capacità di individuare tumori
Sulla prestigiosa rivista scientifica GUT, nel novembre 2010, ricercatori giapponesi del dipartimento di chirurgia e scienze dell'Università di Kyushu hanno provato la capacità del fiuto del cane di individuare e riconoscere i soggetti portatori di tumore al colon e altre forme tumorali. Ciò perché questi soggetti emetterebbero sostanze volatili, individuate dal fiuto del cane, che sono possibili indicatori della patologia sin dalle prime fasi di sviluppo della stessa.

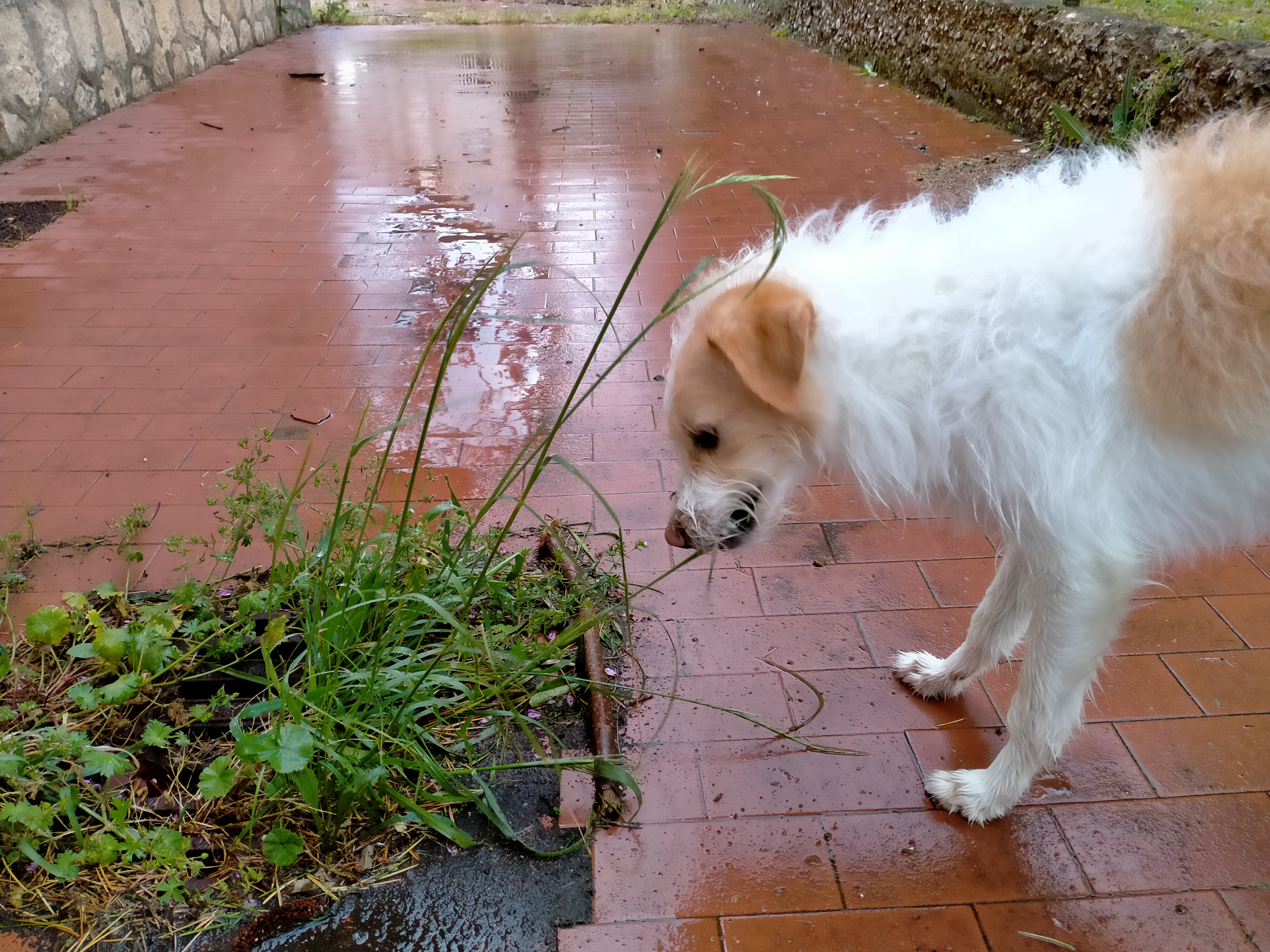
Sebbene non faccia parte della loro alimentazione, talvolta i cani in caso di disturbi allo stomaco brucano l'erba per procurarsi il vomito o migliorare la digestione

### Alimentazione
Nonostante la loro discendenza dai lupi e la classificazione come carnivori, i cani sono descritti da varie teorie accademiche e altri scritti come carnivori o onnivori. A differenza dei carnivori puri, come il gatto di famiglia con il suo corto intestino tenue, i cani sono in grado di adattarsi a una dieta ad ampio raggio, e non dipendono da una dieta a base di proteine animali né da un livello molto elevato di proteine, al fine di adempiere alle loro esigenze alimentari. I cani possono digerire una varietà di alimenti, tra cui verdura e cereali, e possono consumare una grande percentuale di questi nella loro dieta. Rispetto ai loro antenati lupi, i cani hanno compiuto adattamenti genetici nella digestione dell'amido che contribuiscono a una maggiore capacità di prosperare su una dieta ricca di amidi.
La maggior parte dei cani domestici viene alimentata con cibi industriali, ad esempio croccantini o scatolette di umido, mentre alla restante parte viene somministrata una dieta casalinga cotta o a crudo, ossia la Dieta BARF.

#### Cibi tossici per il cane
Il fegato canino non ha gli enzimi necessari a metabolizzare la teobromina, rendendo tossici per il cane gli alimenti che la contengono, cacao e cioccolato. Un cane di taglia medio-grande (20–30 kg) può avere disturbi già con 100-150 g al giorno di cioccolato amaro (100% cacao) e può arrivare alla morte con una dose di 500-600 g al giorno dello stesso.
Il cane inoltre (come gli esseri umani) non tollera le solanacee acerbe (per via della presenza di solanina), ad esempio il pomodoro o le patate, limitatamente alle sue parti verdi, ricche di solanina.

## Evoluzione
(Konrad Lorenz)

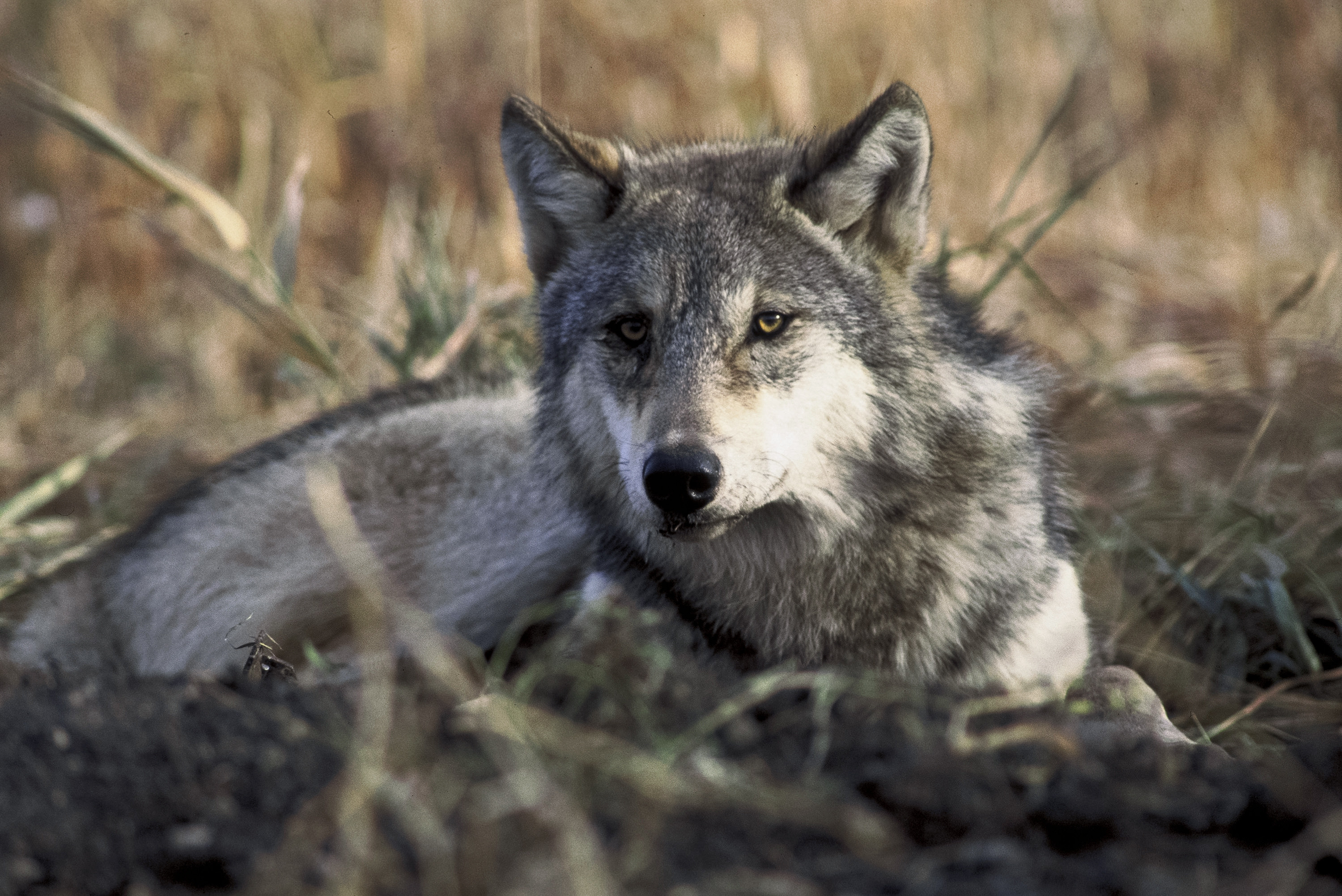
I cani domestici discendono dai lupi grigi

Gli studi basati sulla genetica, supportati da ritrovamenti paleontologici, hanno portato a ritenere valido il riconoscimento del lupo grigio (Canis lupus) come progenitore del cane domestico, riconosciuto come sottospecie (Canis lupus familiaris). Ancora incerte sono le ipotesi sul processo di domesticazione. Una delle ipotesi più accreditate è quella dei coniugi Ray e Lorna Coppinger, biologi, che propongono la teoria di un "domesticamento naturale" del lupo, una selezione naturale di soggetti meno abili nella caccia, ma al contempo meno timorosi nei confronti dell'uomo, che avrebbero cominciato a seguire i primi gruppi di cacciatori nomadi, nutrendosi dei resti dei loro pasti, ma fornendo inconsapevolmente un prezioso servizio di "sentinelle", stabilendosi in seguito nei pressi dei primi insediamenti, e dando il via a una sorprendente coabitazione tra due specie di predatori, con reciproci vantaggi.
Alcuni di questi "cani selvatici" sarebbero poi stati avvicinati e adottati nella comunità umana (cani del villaggio, i "cani pariah" che si trovano ancora in alcune società, "di tutto il villaggio", tollerati per il loro ruolo di spazzini e di predatori di piccoli animali nocivi), dando il via a un perfetto esempio di coevoluzione. Quasi certamente, come dimostrato anche dagli studi di Dmitrij Beljaev, la naturale selezione basata sulle attitudini caratteriali al domesticamento ha provocato la comparsa di mutamenti fisici (dalla riduzione del volume cranico, all'accorciamento dei denti, ma anche la comparsa di caratteri quali le chiazze bianche sul mantello e le code arricciate).
In una ricerca pubblicata nel 2013 sulla rivista scientifica Science, alcuni ricercatori dell'Università di Turku in Finlandia hanno utilizzato il DNA mitocondriale, comparando il genoma di 18 canidi preistorici europei e americani con uno spettro del genoma di cani e di lupi attuali. Le somiglianze risultanti dalla comparazione indicherebbero che filogenicamente tutti i cani moderni sono maggiormente simili ai cani europei, sia moderni che preistorici. Le analisi molecolari suggerirebbero come datazione che i primi casi di addomesticamento del cane dal lupo risalirebbero a un periodo compreso tra il 18.800 e 32.100 anni fa, in popolazioni nomadi di cacciatori raccoglitori europee.

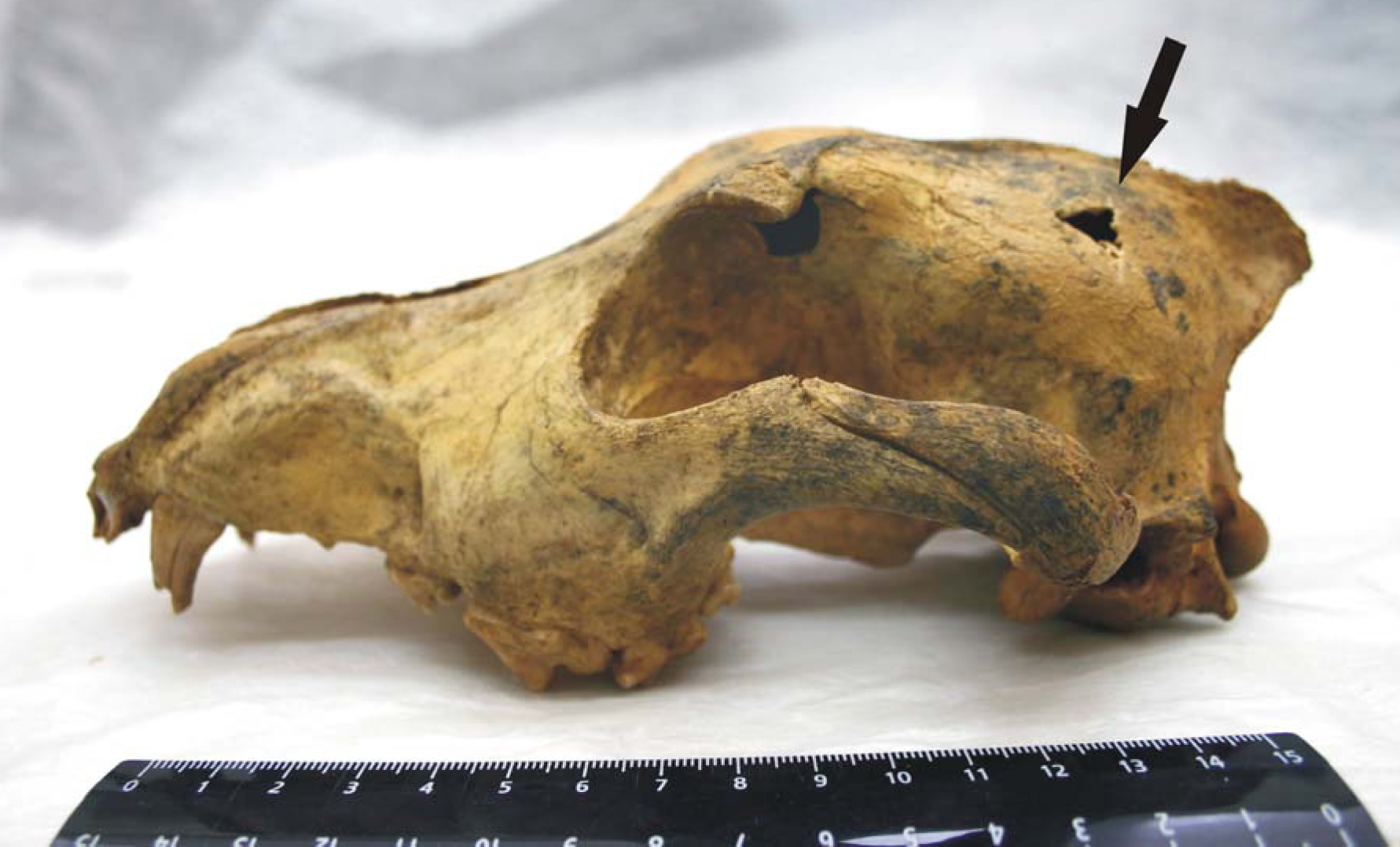
Cranio di cane addomesticato preistorico, rinvenuto in Siberia, vecchio di 33.000 anni

Questo studio contraddirebbe la tesi secondo la quale le prime domesticazioni siano avvenute in Asia in popolazioni stanziali; anche se episodi "abortiti" di domesticazione sono avvenuti in varie epoche e luoghi. In Europa il primo resto archeologico di cane è stato ritrovato in Belgio nella caverna di Goyet (nelle Ardenne) e risale a 31.000 anni fa. Scoperto nel 1870 si è ritenuto per molto tempo che fosse un lupo ma nel 2007 è stato ristudiato e ricatalogato. Inoltre, nei siti archeologici più antichi, numerosi sono i ritrovamenti di resti di cani (che pure testimoniano le prime differenze dall'antenato selvatico). La testimonianza più antica di un legame fra cani e umani risale al Gravettiano (circa 28.000 anni fa) e sono le orme di un bambino e di un cane ritrovate presso la grotta di Chauvet, nel sud della Francia.
Sono stati scoperti siti tombali risalenti allo stesso periodo (25.000/28.000 anni fa) che dimostrano una sepoltura rituale di cani (introduzione di un osso di mammut nella bocca di uno dei tre cani ritrovati). Tuttavia, la prima testimonianza di un legame affettivo tra uomo e cane risale al più recente periodo natufiano (circa 12.000 anni fa) presso il sito di Ein Mallaha in Israele con una tomba che conserva i resti di un uomo anziano coricato su un fianco in posizione fetale che protende un braccio verso i resti di un cucciolo di cane. In alcuni siti dell'Anatolia risalenti al 9500 a.C. che rappresentano una fase molto precoce di sedentarizzazione, come ad esempio ad Hallan Çemi, sono presenti resti di canidi semi-domestici. 

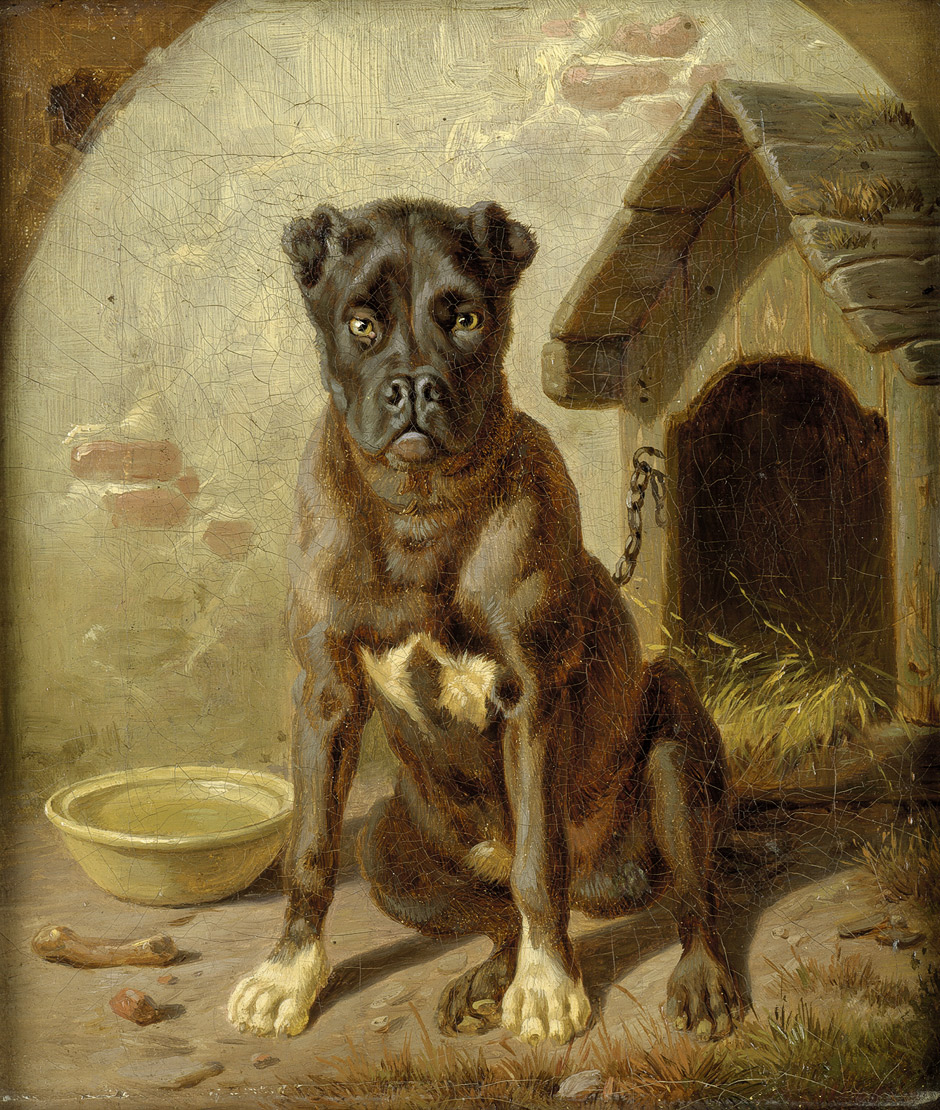
Un dipinto, che ritrae un boxer vicino alla sua cuccia

Alla luce delle esperienze in cui si è tentato di addomesticare il lupo (tentativi tutti miseramente falliti) o di ibridazione dello stesso con i cani (gli unici due tentativi riusciti, dopo innumerevoli peripezie, sono il cane lupo cecoslovacco e il Saarloos, in quanto il lupo italiano è molto probabilmente, secondo studi genetici recenti, un cane a tutti gli effetti), sembra alquanto inverosimile che la prima differenziazione tra razze diverse sia da attribuire alle diverse sottospecie di lupo (che, secondo la tradizione, vennero addomesticate quasi contemporaneamente in diverse parti del mondo, in situazioni geografiche e climatiche altrettanto dissimili); appare più logico, invece, che le prime razze siano state selezionate in maniera molto più semplicemente empirica tramite l'accoppiamento di cani pariah con caratteristiche analoghe (ad esempio i levrieri ancestrali possono essere stati il frutto di selezione fra cani snelli, veloci e abili predatori, così come gli antenati del Basenji furono selezionati accoppiando cani di piccola taglia con gambe snelle particolarmente abili nel cacciare i topi).
Successivamente, i soggetti più dotati fisicamente e/o attitudinalmente per i diversi impieghi, furono selezionati con metodi sempre più efficaci: a quanto pare i primi a effettuare un processo selettivo sistematico furono i romani intorno al III - IV sec. a.C. Può essere interessante osservare come le grandi variazioni morfologiche che hanno permesso al lupo di "trasformarsi" in alano, chihuahua oppure bassotto, si siano presentate nel corso dei secoli in forma involontaria, vere e proprie mutazioni spontanee che l'uomo ha saputo sfruttare.
Si sono talvolta sfruttate quelle che potevano apparire assurde bizzarrie genetiche, quali il nanismo acondroplasico (arti corti su corpi normali), utili in cani adibiti a seguire la selvaggina nel folto dei cespugli, o dentro le tane: ecco la comparsa delle forme "bassotte" in molte razze da caccia. Molto interessante, poi, la ricostruzione dell'evoluzione delle razze attraverso il fenomeno del pedomorfismo neotenico, la conservazione cioè nei cani adulti di alcuni tratti morfologici e caratteriali tipici di diverse fasi giovanili dello sviluppo del lupo. In base a tale teoria, si possono raccogliere le razze in 4 gruppi:
- cani primitivi - Discendenti del lupo; con proporzioni della testa e struttura generale fortemente lupine, orecchie erette. Esempi: Groenlandese, Pharaon hound, Basenji, Västgötaspets, Siberian Husky, Samoiedo;
- pedomorfi di primo grado - teste allungate, stop accentuato, orecchie semi erette. Sono segugi e cani paratori, con spiccato istinto all'inseguimento. Esempi: Wolfhound, Bloodhound, Bracco, i Collie, i Terrier, Bassotto;
- pedomorfi di secondo grado - teste più larghe, musi più quadrati, stop marcato, orecchie pendenti, pelle più spessa. Cani giocatori con gli oggetti, buoni riportatori. Esempi: Terranova, Golden Retriever, Barbone, Cavalier King Charles Spaniel, Bichon Frisé;
- pedomorfi di terzo grado - accentuati diametri trasversali, musi corti o cortissimi, occhi frontali, orecchie piccole e cadenti, cute abbondante che forma rughe, molto predisposti all'accumulo di grassi. Cani "lottatori" (anche nella forma giocosa), fortemente territoriali e diffidenti. Esempi: i mastini, i cani da montagna, i cani da presa, Bulldog, Carlino, Pechinese.

Nel tempo, l'uomo ha selezionato diverse razze e varietà di cani per avere un aiuto nelle sue attività: esistono quindi razze di cani da pastore, da caccia, da guardia, da compagnia, da corsa.

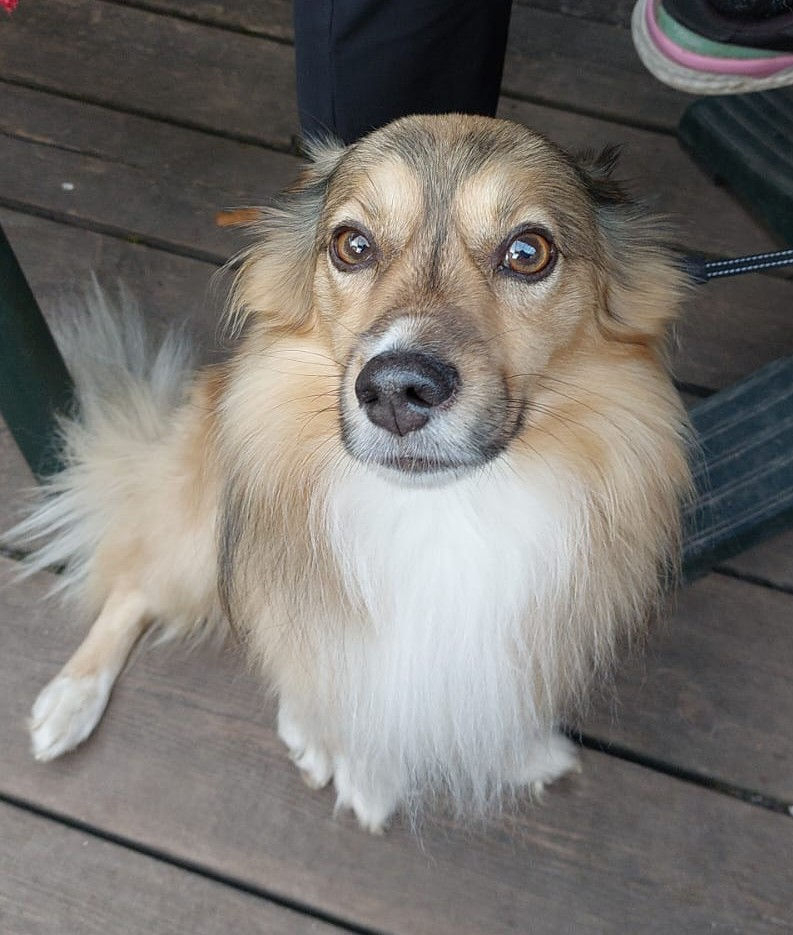
Un cane meticcio di taglia piccola a pelo lungo

### Neotenia nel cane
Sulla base delle ricerche di Konrad Lorenz, Lorna e Raymond Coppinger (due biologi statunitensi) hanno potuto riscontrare una forma di neotenia nella specie canina.
Il cane, discendente dal lupo e addomesticato dall'uomo circa 12.000 anni fa, è stato oggetto di una selezione artificiale, operata dall'uomo con l'intenzione di creare razze canine sempre più addomesticabili e adatte alla collaborazione con l'uomo in ambito lavorativo. Durante questa selezione, volta alla ricerca di un cane docile e dipendente dall'uomo, sono nati soggetti sempre più immaturi/infantili dal punto di vista psichico, dunque caratterialmente più simili al cucciolo di lupo che non al lupo adulto. Tale regressione caratteriale è stata accompagnata da una regressione delle caratteristiche morfologiche dell'adulto verso l'aspetto infantile, tanto che il cane ora ha caratteristiche simili a quelle del cucciolo di lupo e quasi in nessun caso raggiunge la maturità fisica e psicologica del lupo adulto.
La risposta comportamentale e il coping dei cuccioli al secondo mese di età sia in un ambiente isolato che in presenza di altri animali sono condizionati dalla cura materna donata nei primi giorni/settimane di vita. Ulteriori ricerche hanno dimostrato il ruolo centrale e fondativo dell'apprendimento materno nello sviluppo del cervello, del comportamento, delle capacità sociali e dei sistemi emotivi dei giovani di molteplici specie di mammiferi.

## Razze

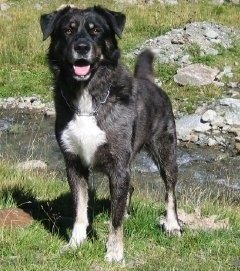
Un esemplare di Canis lupus familiaris al Passo dello Stelvio

### Classificazione F.C.I. per gruppi e sezioni
- Gruppo 1: Cani da Pastore e Bovari (esclusi Bovari Svizzeri)
  - Cani da Pastore
  - Cani da Bovari (esclusi Bovari Svizzeri)
- Gruppo 2: Cani di tipo Pinscher e Schnauzer, Molossoidi e Bovari Svizzeri
  - Tipo Pinscher e Schnauzer
    - Tipo Pinscher
    - Tipo Schnauzer
    - Tipo Smoushound
    - Tipo Russkiy Tchiorny Terrier

  - Molossoidi
    - Tipo cane da montagna
    - Tipo Mastino

  - Bovari Svizzeri
- Gruppo 3: Terrier
  - Terrier di taglia grande e media
  - Terrier di piccola taglia
  - Terrier di tipo Bull
  - Terrier di tipo Toy
  - Terrier di tipo Zoe
- Gruppo 4: Bassotti
  - Bassotti
- Gruppo 5: Cani di tipo spitz e di tipo primitivo
  - Cani nordici da slitta
  - Cani nordici da caccia
  - Cani nordici da guardia e da pastore
  - Spitz Europei
  - Spitz Asiatici e razze affini
  - Tipo primitivo
  - Tipo primitivo da caccia
  - Tipo primitivo da caccia con cresta sul dorso
- Gruppo 6: Segugi e cani per pista di sangue
  - Cani da Seguita
    - Sezione 1.1: Taglia grande
    - Sezione 1.2: Taglia media
    - Sezione 1.3: Taglia piccola

  - Cani per pista di sangue
  - Razze affini
- Gruppo 7: Cani da ferma
  - Cani da ferma continentali
    - Tipo Bracco
    - Spinone italiano
    - Tipo Epagneul
    - Tipo Griffon

  - Cani da ferma britannici e irlandesi
    - Tipo Pointer
    - Tipo Setter
- Gruppo 8: Cani da riporto - Cani da cerca - Cani da acqua
  - Cani da riporto
  - Cani da cerca
  - Cani da acqua
- Gruppo 9: Cani da compagnia
  - Bichons e affini
    - Tipo Bichon
    - Tipo Coton de Tuléar
    - Tipo Piccolo cane leone

  - Barboni
  - Cani Belgi di piccola taglia
    - Tipo Griffons
    - Tipo Petit Brabancon

  - Cani nudi
  - Cani del Tibet
  - Chihuahua
  - Shihtzu
  - Spaniel inglesi da compagnia
  - Spaniel giapponesi e pechinesi
  - Spaniel nani continentali
  - Kromfohrländer
  - Molossoidi di piccola taglia
- Gruppo 10: Levrieri
  - Levrieri a pelo lungo o frangiato
  - Levrieri a pelo duro
  - Levrieri a pelo corto

### Classificazione morfologica

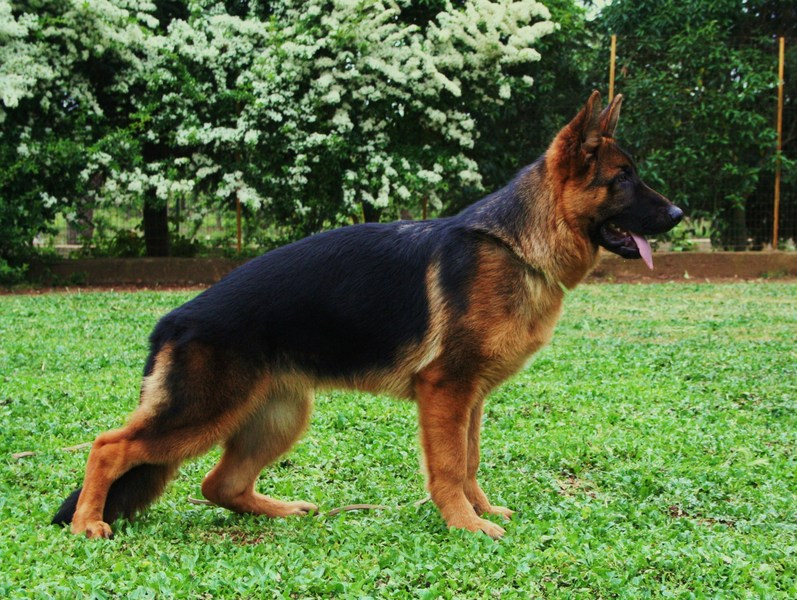
Un Pastore tedesco di sei mesi

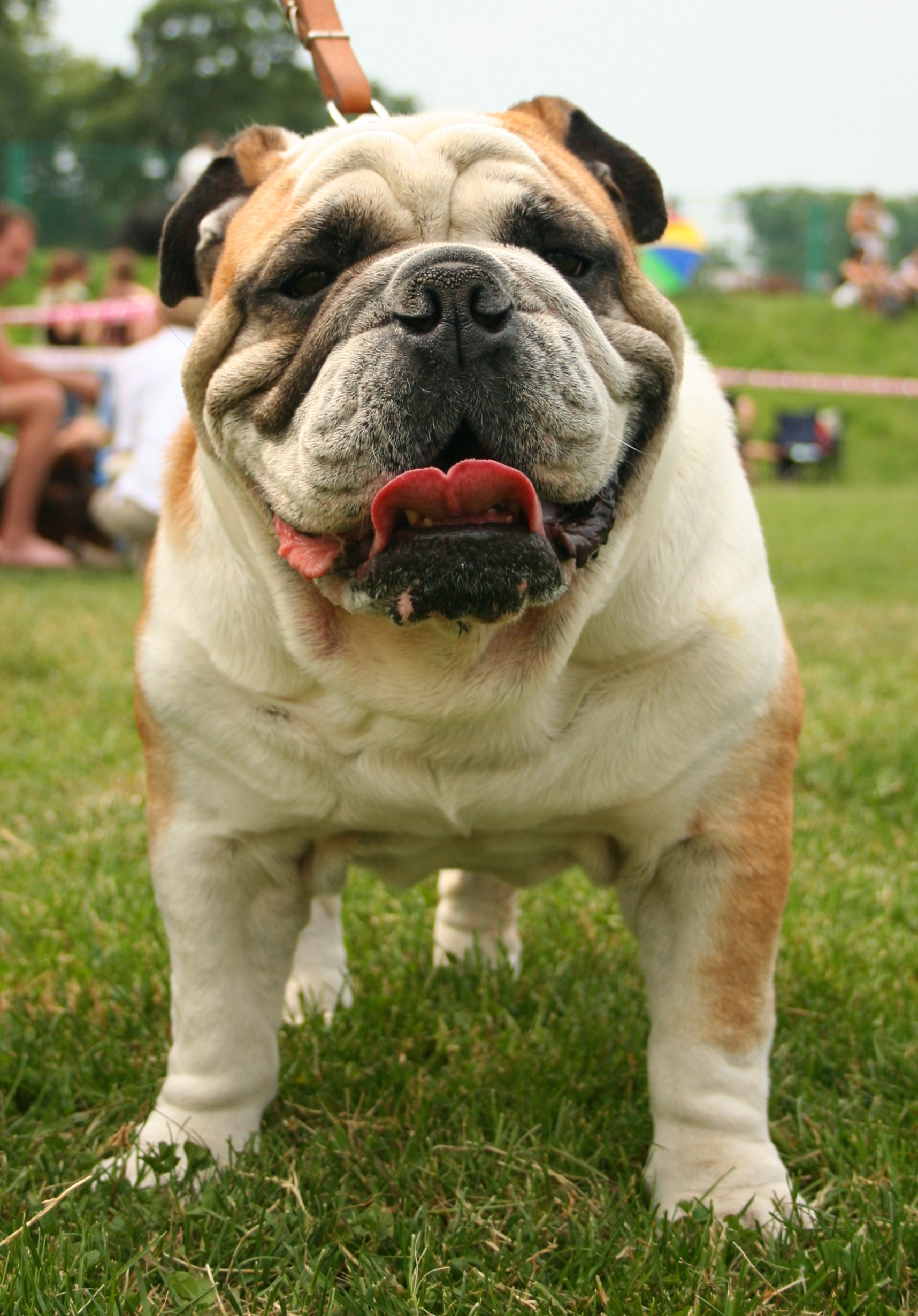
Un bulldog inglese ritratto a una mostra canina in Polonia

- Tipo Braccoide

testa di forma prismatica, con muso a facce laterali parallele, salto naso-frontale poco accentuato; orecchie grandi e piatte sulle guance; labbra superiori abbondanti che coprono il profilo inferiore della mandibola. Rappresentanti del Gruppo sono: Bracco italiano, Dalmata, Setter, Retriever, Cocker, ecc
- Tipo Lupoide

testa a forma piramidale; orecchie erette e triangolari; muso allungato e in rapporto di 1:1 col cranio; labbra superiori piccole e aderenti; dentatura con chiusura a forbice. Rappresentanti del Gruppo sono: Cane da pastore tedesco, Pastore belga, Chow Chow, Fox Terrier, ecc
- Tipo Molossoide

testa rotonda, voluminosa; orecchie piuttosto piccole; muso più corto del cranio; labbra abbondanti; dentatura con chiusura a tenaglia o prognata. Rappresentanti del Gruppo sono: Mastino napoletano, Boxer, Cane di Terranova, Bulldog, Alano, Dogo argentino, Rottweiler, ecc.
- Tipo Graioide

testa a forma di cono allungato, stretta; orecchie piccole e portate indietro; rapporti di lunghezza del muso rispetto al cranio 1:1; labbra stirate; dentatura con chiusura a forbice. Rappresentanti di questo Gruppo sono: (Levrieri) Whippet, Borzoi, Saluki, Piccolo Levriero Italiano, ecc.
- Tipo Bassottoide

i soggetti Anacolimorfi.
- Tipo Volpinoide

rappresentanti di questo Gruppo sono: Volpino e Piccoli Spitz.

### Cani da caccia

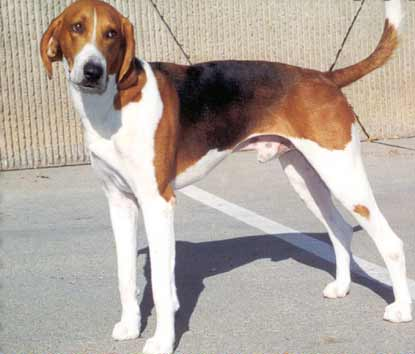
Un American Foxhound

Col tempo, affinandone le predisposizioni, sono stati selezionati cani con caratteristiche specifiche per i differenti tipi di caccia condotti dall'uomo:
- quelli che inseguivano le prede per poi aggredirle (cani da sangue, cani da traccia, cani da pista) sono stati selezionati per la caccia alla seguita (alla volpe, al cinghiale, all'orso, al coniglio, ecc.): es. segugio, beagle, dogo, ecc.;
- quelli che, percepito l'odore del selvatico, si fermavano a breve distanza e lo puntavano (cani da punta) sono stati usati per la ferma: es. setter, pointer, bretone, bracco, spinone italiano, ecc.;
- quelli dotati di un forte senso del recupero dell'animale abbattuto (cani da riporto) sono stati usati principalmente per il riporto, soprattutto nelle zone acquitrinose (es. i retriever): es. golden retriever, terranova, labrador, beagle;
- quelli che naturalmente (anche grazie agli arti corti spesso dovuti a nanismo acondroplastico) erano portati a seguire la preda fin dentro la tana (cani da tana) sono stati selezionati per la caccia in tana: es. bassotto, terrier, ecc..

### Caratteristiche particolari
Un cane può vivere fino a quindici (20) anni, quindi fare una buona scelta è essenziale per un futuro padrone/amico di un cane.
Per prima cosa bisogna essere sicuri di volerne uno, il cane è un essere vivente che dipenderà dall'uomo per il resto della sua vita.
Oltre agli aspetti del tempo da dedicargli e dell'abitazione adatta, quando si adotta un cucciolo, bisogna considerare il suo comportamento e valutarne le caratteristiche. Sono stati definiti tredici principali tratti comportamentali canini. Per fare questo hanno intervistato giudici di esposizione e veterinari sui temperamenti delle razze più popolari negli Stati Uniti.
1. L'eccitabilità: capacità di reagire tempestivamente agli stimoli.
2. L'attività generale: spontanea, in assenza di stimolazione da parte del padrone, dove San Bernardo e Basset-Hound sono le razze meno inclini.
3. La tolleranza: tolleranza verso i bambini nei confronti di abbracci e palpeggiamenti. Spesso l'intolleranza viene manifestata con un morso. I cani più tolleranti sono il Labrador e il Golden Retriever, comunque le femmine, di qualunque razza, hanno più pazienza dei maschi.
4. Il temperamento giocherellone: qualità ricercata dall'uomo e, in questo studio, i cani da pastore occupano le prime posizioni.
5. La capacità di apprendimento: necessaria per i cani di città e ancor di più per i cani di utilità. Il Labrador, il Pastore Tedesco e il Barbone sono tra i soggetti che non chiedono che di imparare.
6. La dominanza sul padrone: criterio che dipende dalla qualità delle relazioni tra cane e padrone, ma alcune razze come lo Scottish hanno più carattere di altre, mentre razze come il Collie o il Bichon à Poil Frisé sono più obbedienti.
7. La capacità di dare l'allarme: capacità di avvertire abbaiando se c'è un pericolo imminente, tipica del Pastore tedesco che svolge a meraviglia questa funzione.
8. L'aggressività verso altri cani: Chow Chow e Siberian Husky non apprezzano molto i loro simili mentre i Golden Retriever sono molto pacifici.
9. Gli abbaiamenti intempestivi: infastidiscono alcuni ma rassicurano altri che così hanno prova che il loro cane è efficace nel fare la guardia, i più loquaci risultano i Terrier e i Beagle, mentre l'Akita-Inu e il Rottweiler lo sono di meno.
10. La difesa territoriale: capacità del cane che non deve necessariamente dare l'allarme nell'eventualità di un pericolo, certi cani difendono il territorio senza bisogno di intimazioni. I migliori esponenti della difesa del territorio sono: Dobermann, Schnauzer, Pastore Tedesco e Akita-Inu.
11. La ricerca di affetto: tipica, secondo la graduatoria dei "cani coccoloni" di Hart e Hart, di tutte le razze piccole che sarebbero le più bisognose di affetto come lo Yorkshire o il Cocker.
12. L'istinto distruttivo: la tendenza a sfogare il proprio nervosismo sugli oggetti di casa come nel caso del Siberian Husky.
13. L'apprendimento della pulizia: dipende dagli insegnamenti del padrone, il Fox Terrier risulta poco incline a un apprendimento rapido.

## Pericolosità

Simbolo di pericolo associato a presenza di cani da guardia, definito dalla norma internazionale ISO 7010.

Secondo un'analisi statistica di ScienceAlert del 28 febbraio 2018, dal titolo "Deadliest creatures worldwide by annual number of human deaths as of 2018", i cani sono tra gli animali che ogni anno provocano maggiori morti umane. Precisamente i cani si trovano al quarto posto, dopo le zanzare, gli stessi esseri umani e i serpenti.
In quanto discendente del lupo, il cane tende a reagire agli stimoli seguendo l'istinto naturale derivatogli dal suo antenato. Tuttavia, differentemente dal lupo, il cane ha perso la naturale paura verso l'uomo tipica del progenitore ancestrale; perciò, quando la fonte del suo stress è di origine umana, l'animale tende ad aggredire. Al di là dei singoli casi specifici (come un conflitto con un altro cane), ogni aggressione canina apparentemente immotivata trova il suo perché nella paura che il singolo esemplare prova nei confronti degli oggetti della realtà. Alla base di questo timore vi sono quasi sempre una mancata o errata socializzazione, e una mancanza o scorretta educazione. La socializzazione e l'educazione da parte di un buon padrone riducono al minimo i rischi di attacchi da parte del cane: la socializzazione lo abitua fin da cucciolo alla diversità di stimoli e oggetti che caratterizzeranno la sua vita, facendoglieli concepire non come minacce, ma parte della sua quotidianità; e l'educazione gli permette, soprattutto nelle situazioni più stressanti, di affidarsi alla mano capace del padrone; affidandosi fedelmente a quest'ultimo, può superare quelle situazioni che altrimenti tenderebbe a risolvere in maniera "naturale" (anche se essa è stata in parte "deviata" da millenni di selezione artificiale).
Da qui, ne consegue che, come non esiste nessun "cane cattivo", non esistono razze pericolose a priori, ma solo razze oggettivamente più grandi, più veloci nel reagire agli stimoli, o dotate di un morso più poderoso. Con loro, come con qualsiasi altro cane, rispetto al generalizzare in liste di razze canine pericolose, è importante saper gestire l'animale, attraverso una collaborazione tra l'allevatore e il futuro padrone, nel capire se le esigenze del cane si adattano a quelle dell'eventuale proprietario e nel predisporre il secondo ad accogliere e saper educare giustamente il cucciolo.
Comunque, sebbene i cani aggrediscano le persone (anche più spesso dei predatori selvatici), non sono gli attacchi diretti a costituire il vero pericolo nella specie canina: infatti, nei Paesi del Terzo Mondo, i cani uccidono circa 25.000 persone ogni anno trasmettendo malattie letali come la rabbia, contro la quale spesso in quei luoghi mancano gli antidoti.

### Morso
Come già detto, non esistono razze implicitamente feroci o mortali, ma con determinati caratteri specifici o comportamentali che rendono in loro attacco maggiormente dannoso rispetto a quello sferrato da altre, e per le quali è importante prestare ancora più attenzione allo sviluppo sociale, poiché un cane potenzialmente pericoloso mal gestito può diventare una seria minaccia all'incolumità pubblica. I parametri sono diversi: tra gli altri, le dimensioni e la forza fisica, la velocità di reazione agli stimoli, la potenza del morso. Quest'ultima è di particolare importanza poiché il cane, come tutti i canidi, quando attacca, non essendo dotato di artigli affilati o altre armi offensive, utilizza la bocca e i denti.
È stata testata la forza sprigionata dal morso di 25 razze differenti, e i risultati sono i seguenti (in ordine decrescente):

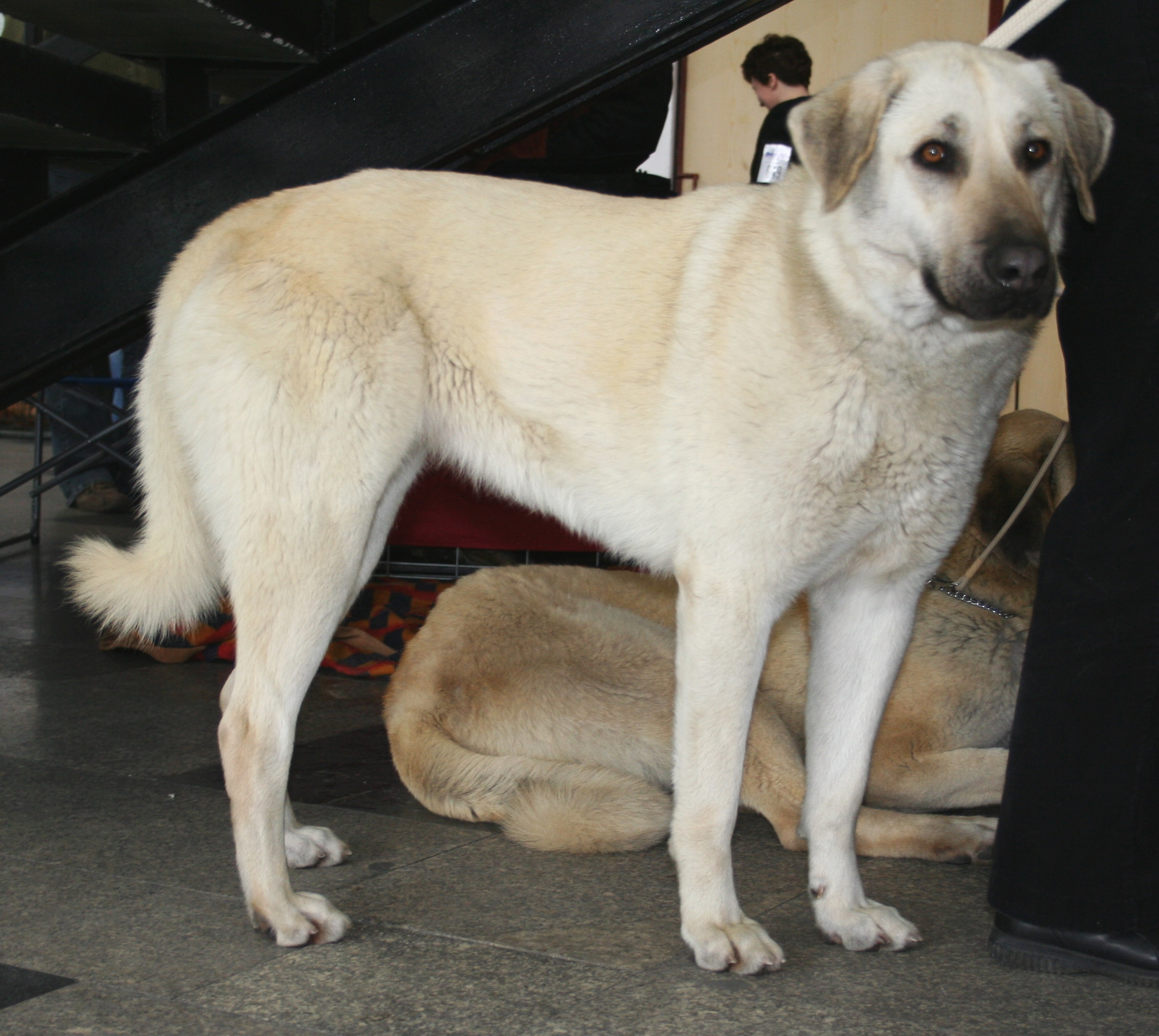
Kangal: 743 psi (53,1 kg/cm2)
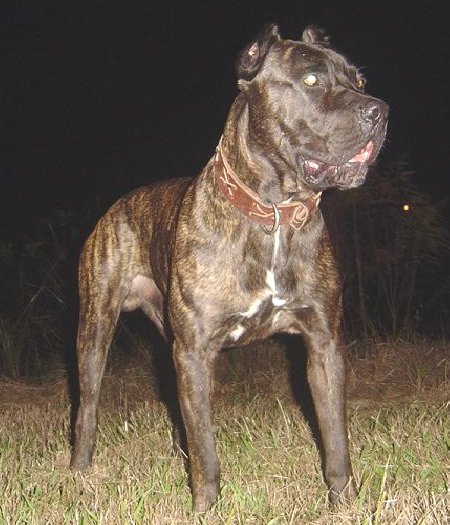
American bandogge: 730 psi (52,1 kg/cm2)
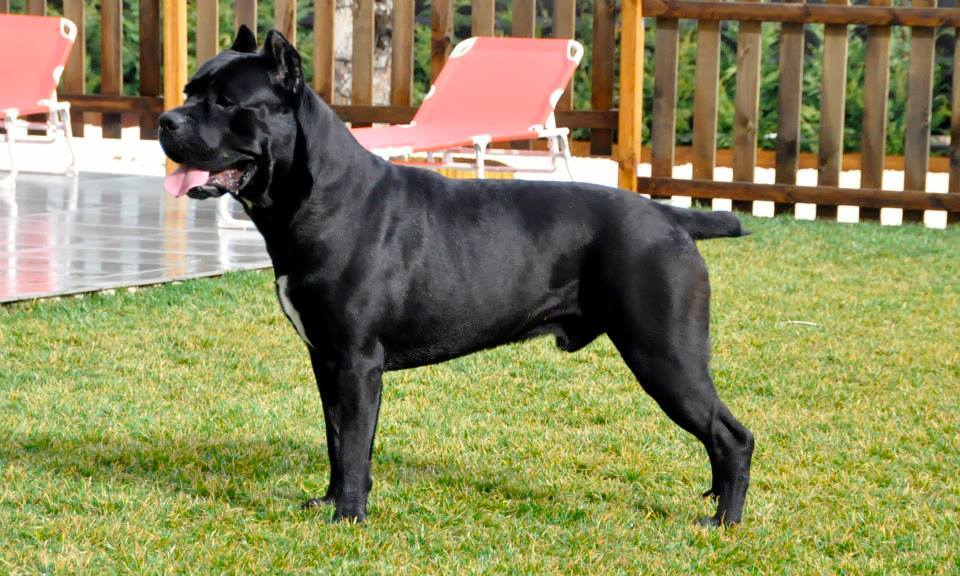
Cane corso: 700 psi (50 kg/cm2)
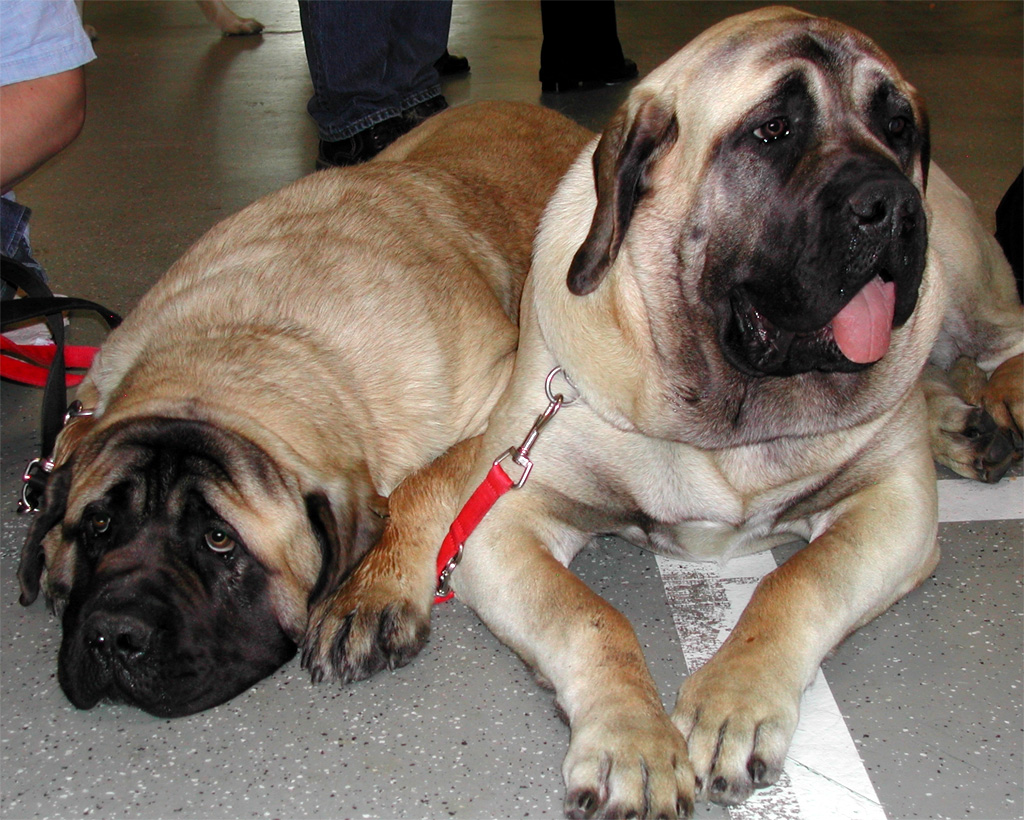
Mastiff inglese: 556 psi (39,7 kg/cm2)
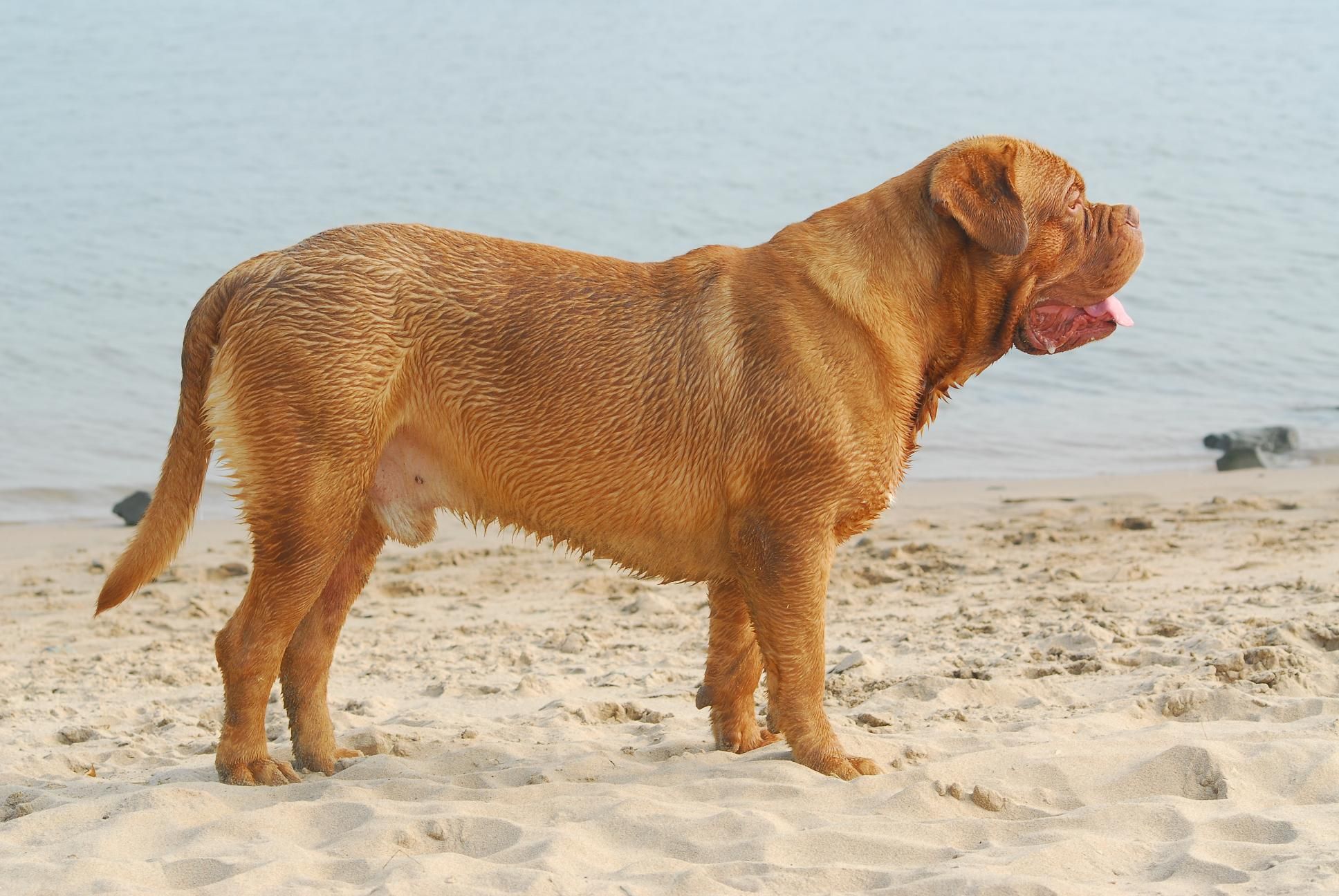
Dogue de Bordeaux: 556 psi (39,7 kg/cm2)
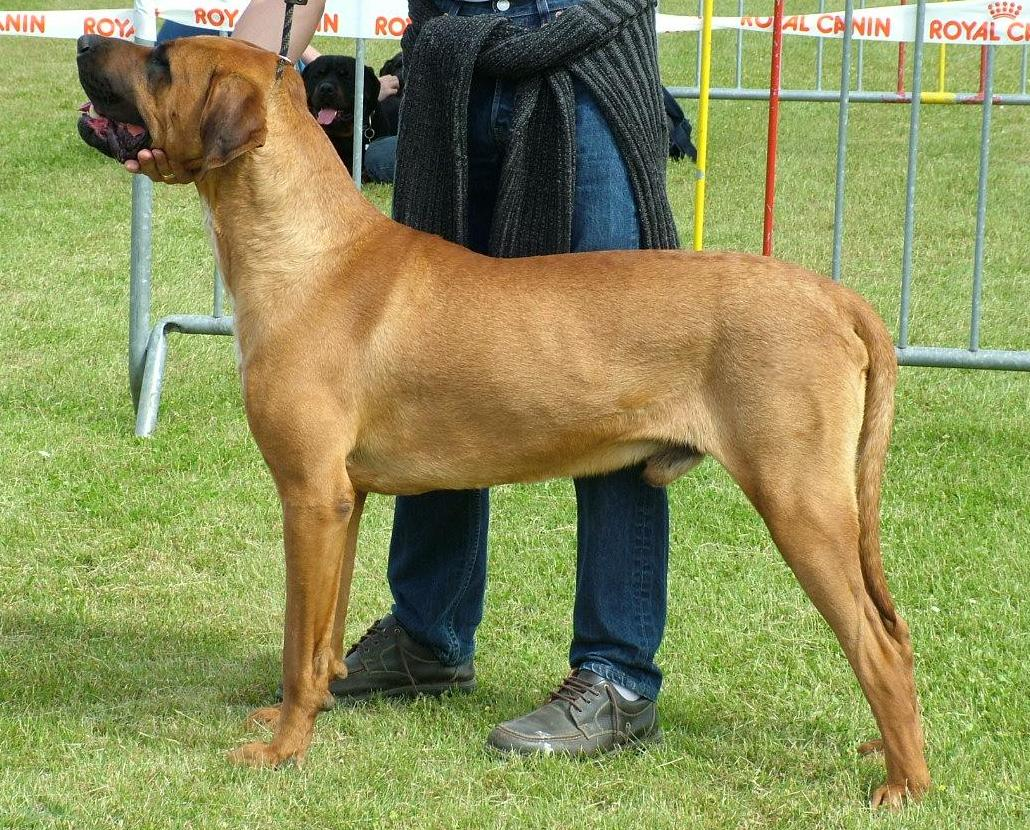
Tosa inu: 556 psi (39,7 kg/cm2)
Presa canario: 540 psi (38,6 kg/cm2)
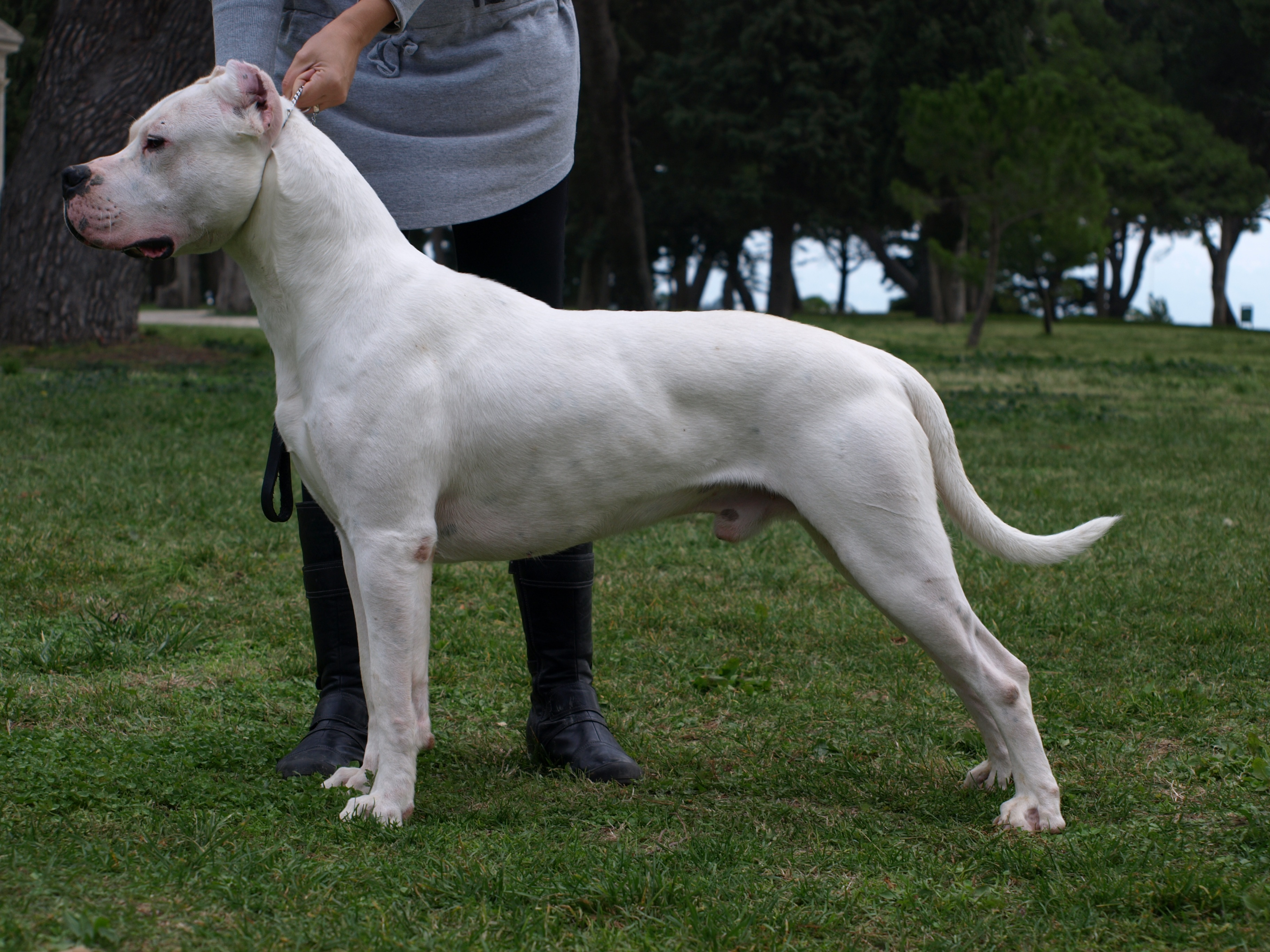
Dogo argentino: 500 psi (35,7 kg/cm2)
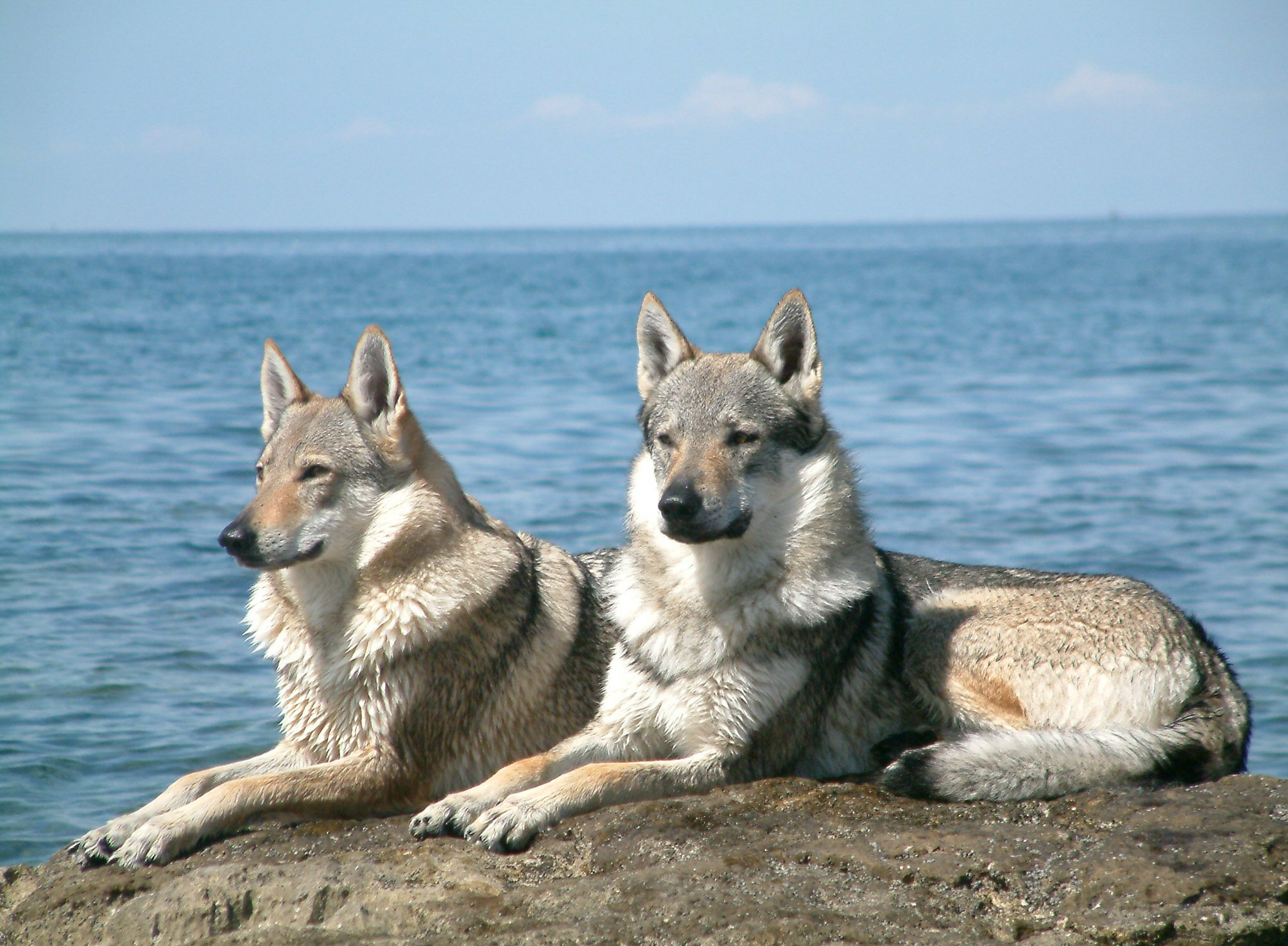
Cane lupo cecoslovacco: 406 psi (29 kg/cm2)
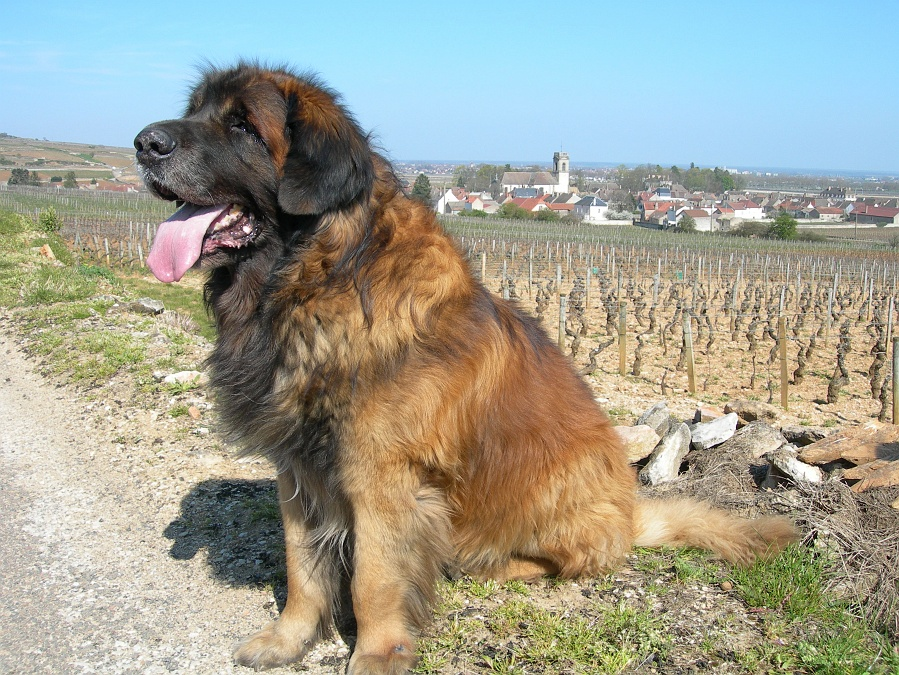
Leonberger: 399 psi (28,5 kg/cm2)
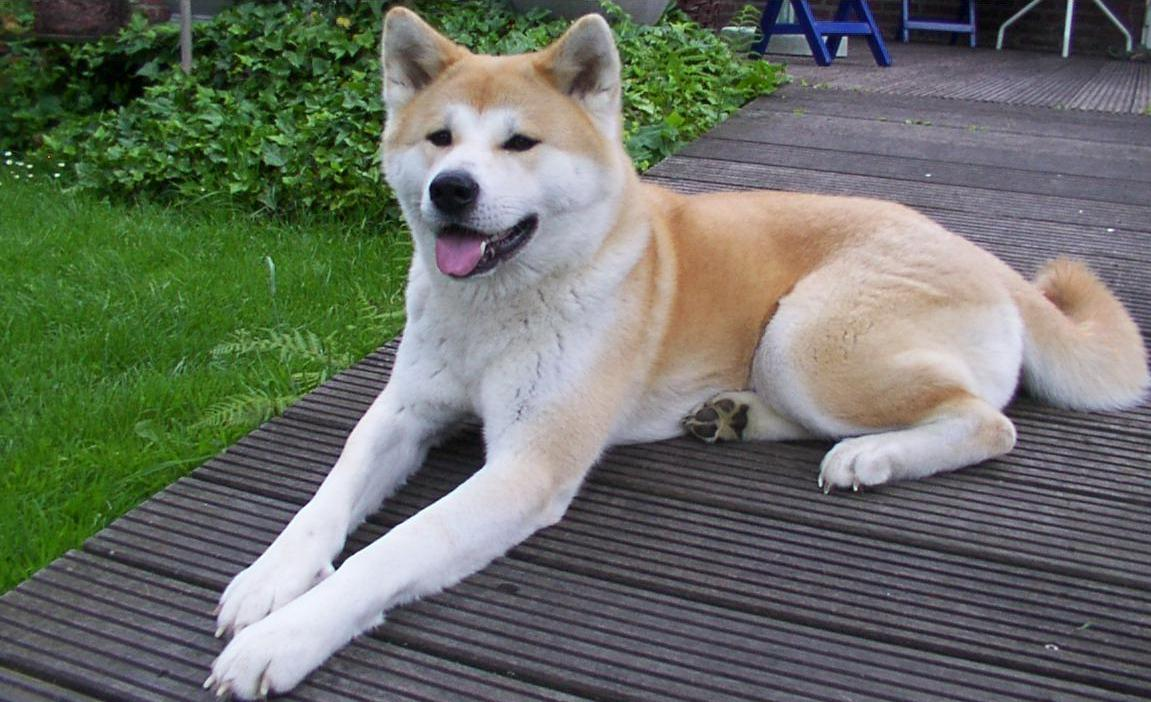
Akita inu: 350 psi (25 kg/cm2)
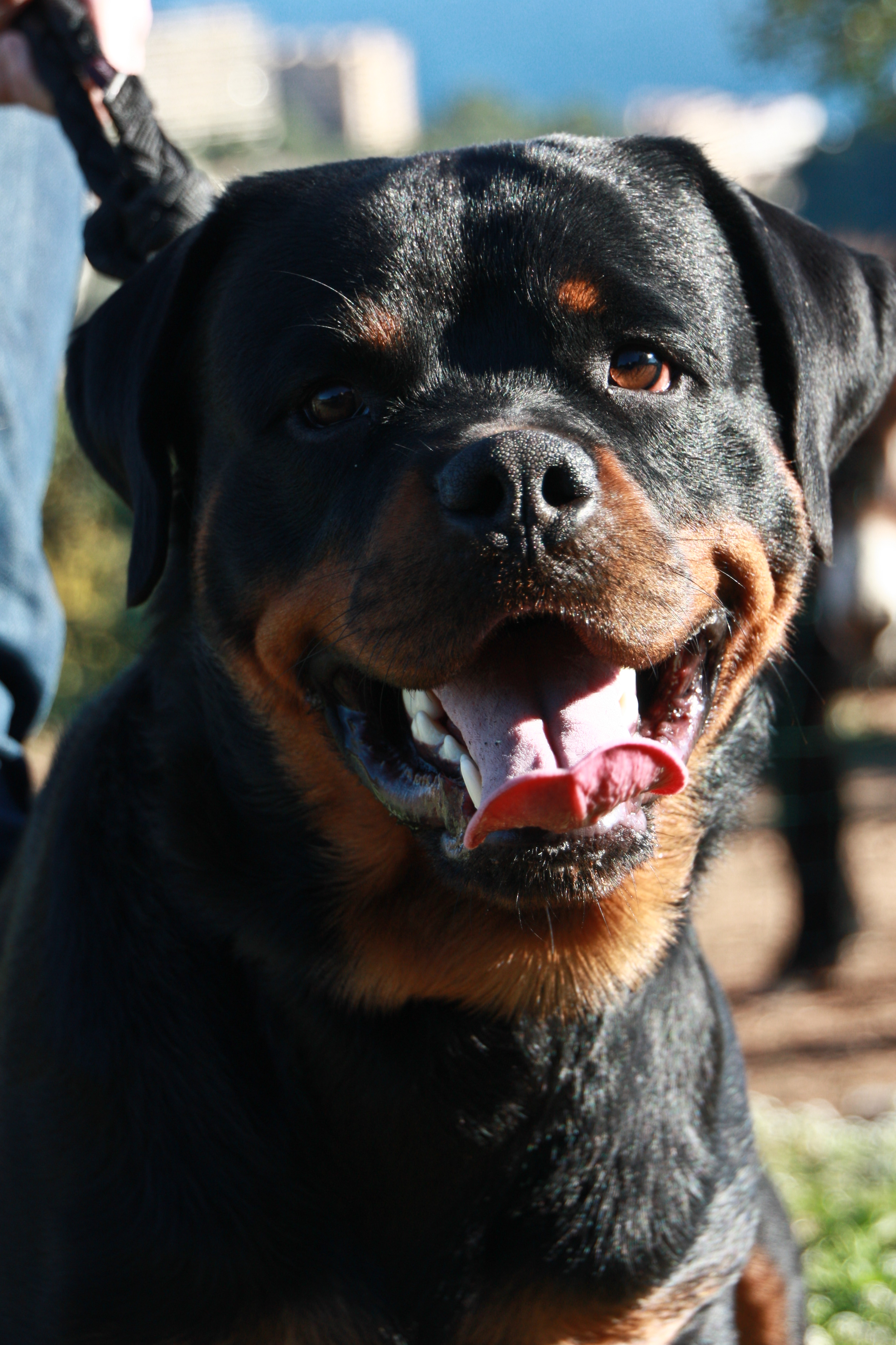
Rottweiler: 328 psi (23,4 kg/cm2)
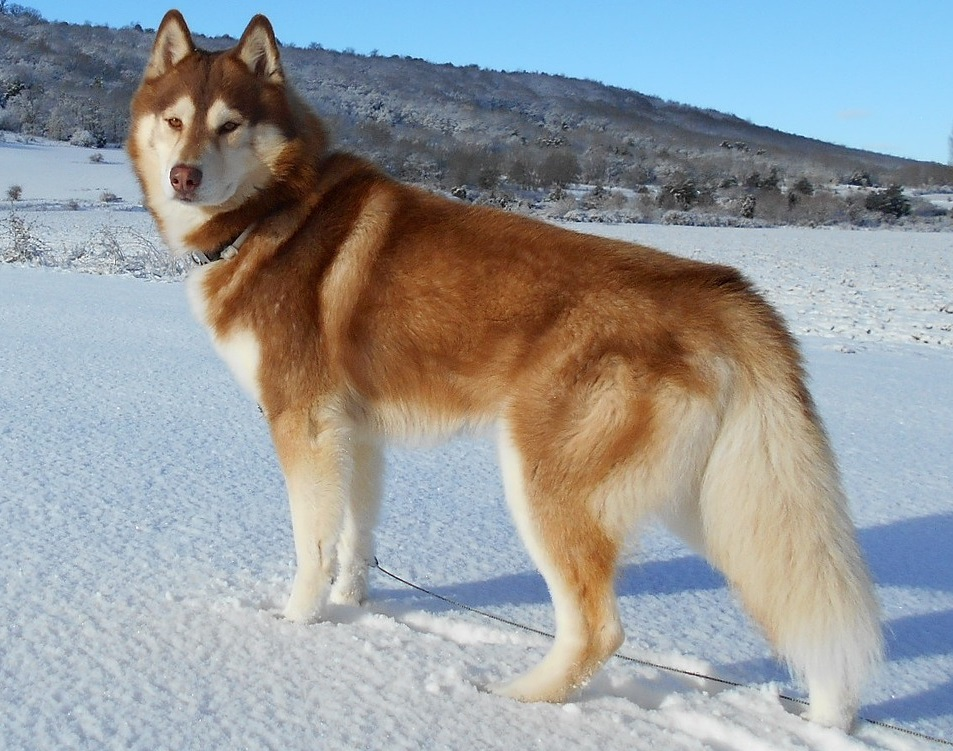
Siberian husky: 320 psi (22,9 kg/cm2)
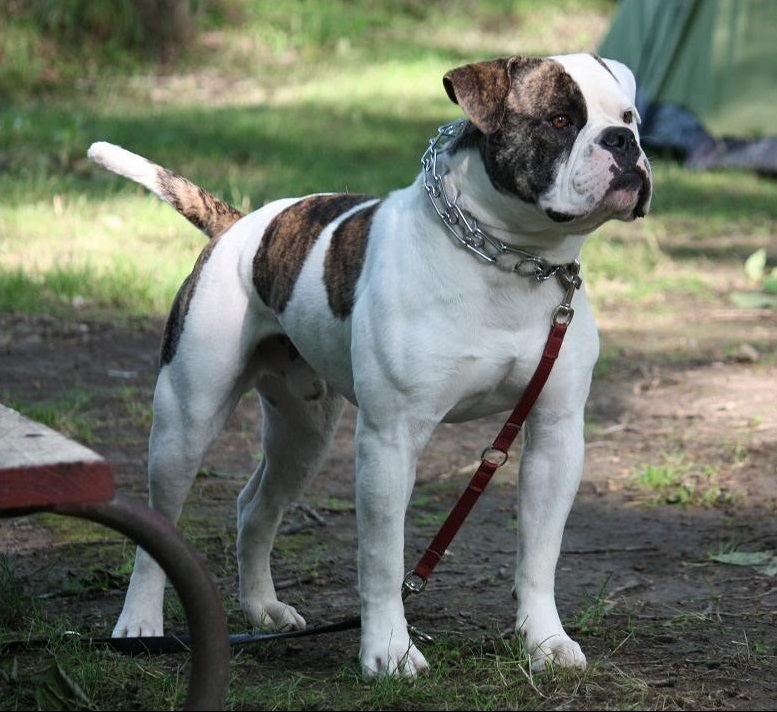
Bulldog americano: 305 psi (21,8 kg/cm2)
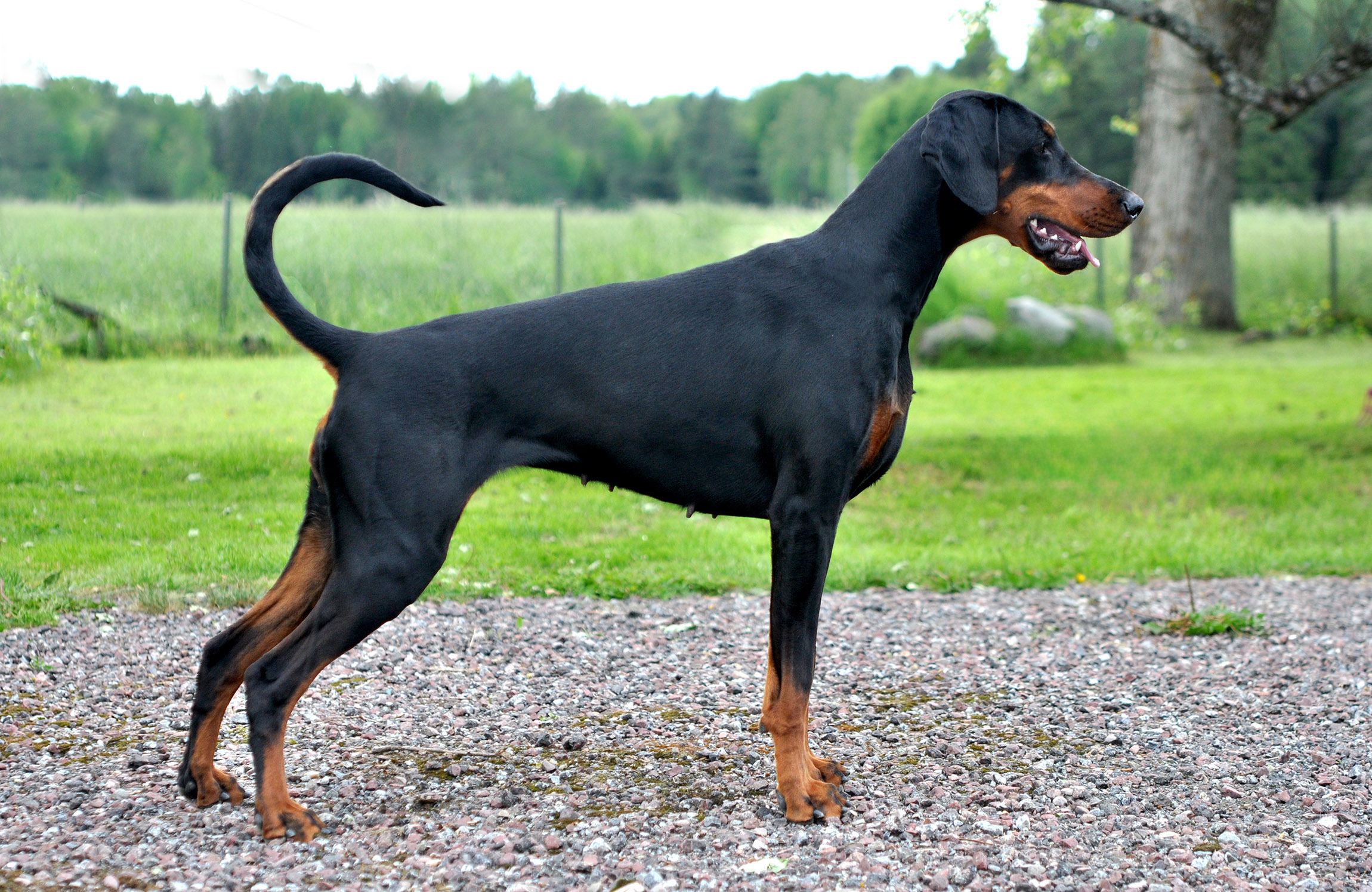
Dobermann: 245 psi (17,5 kg/cm2)
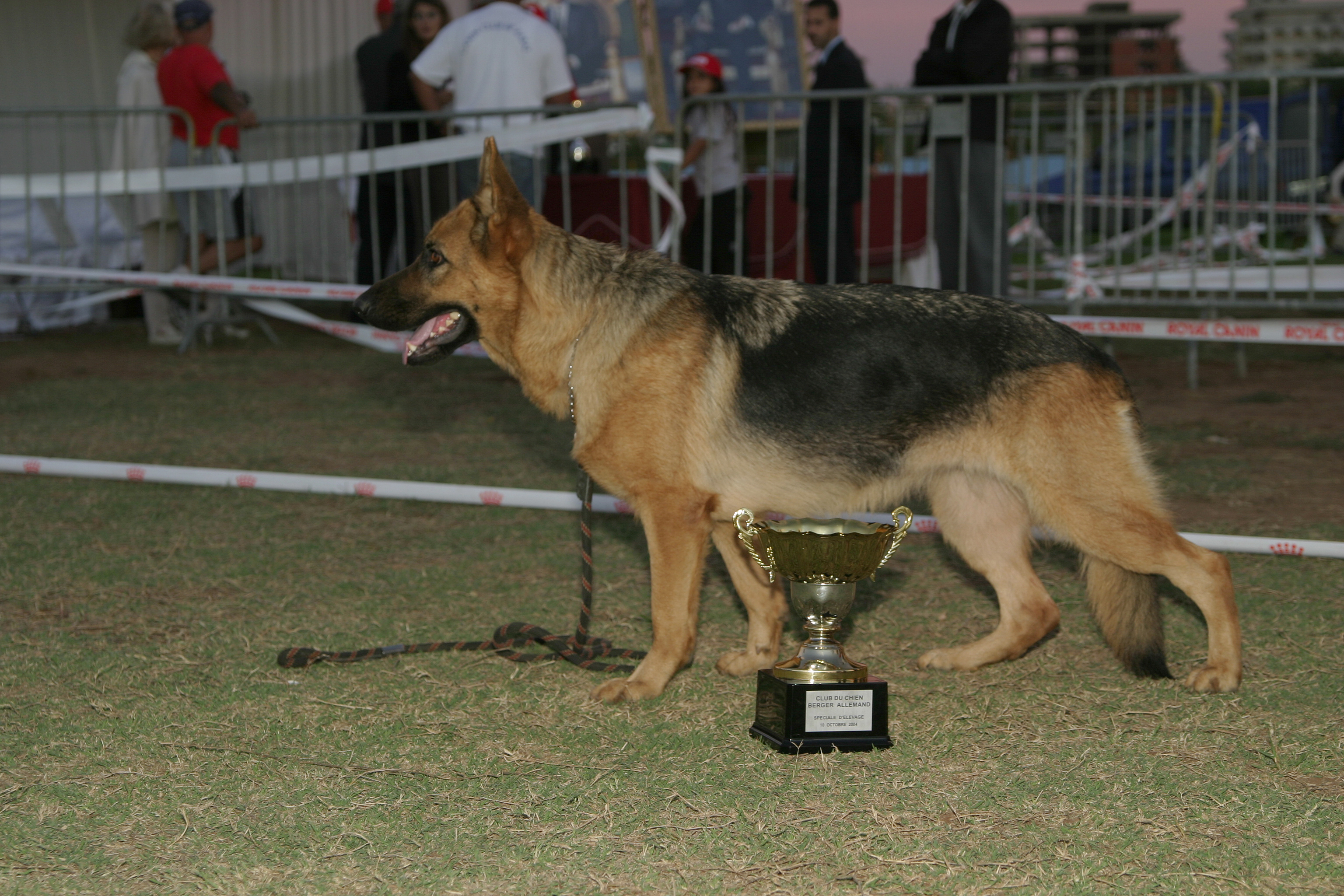
Pastore tedesco: 238 psi (17 kg/cm2)
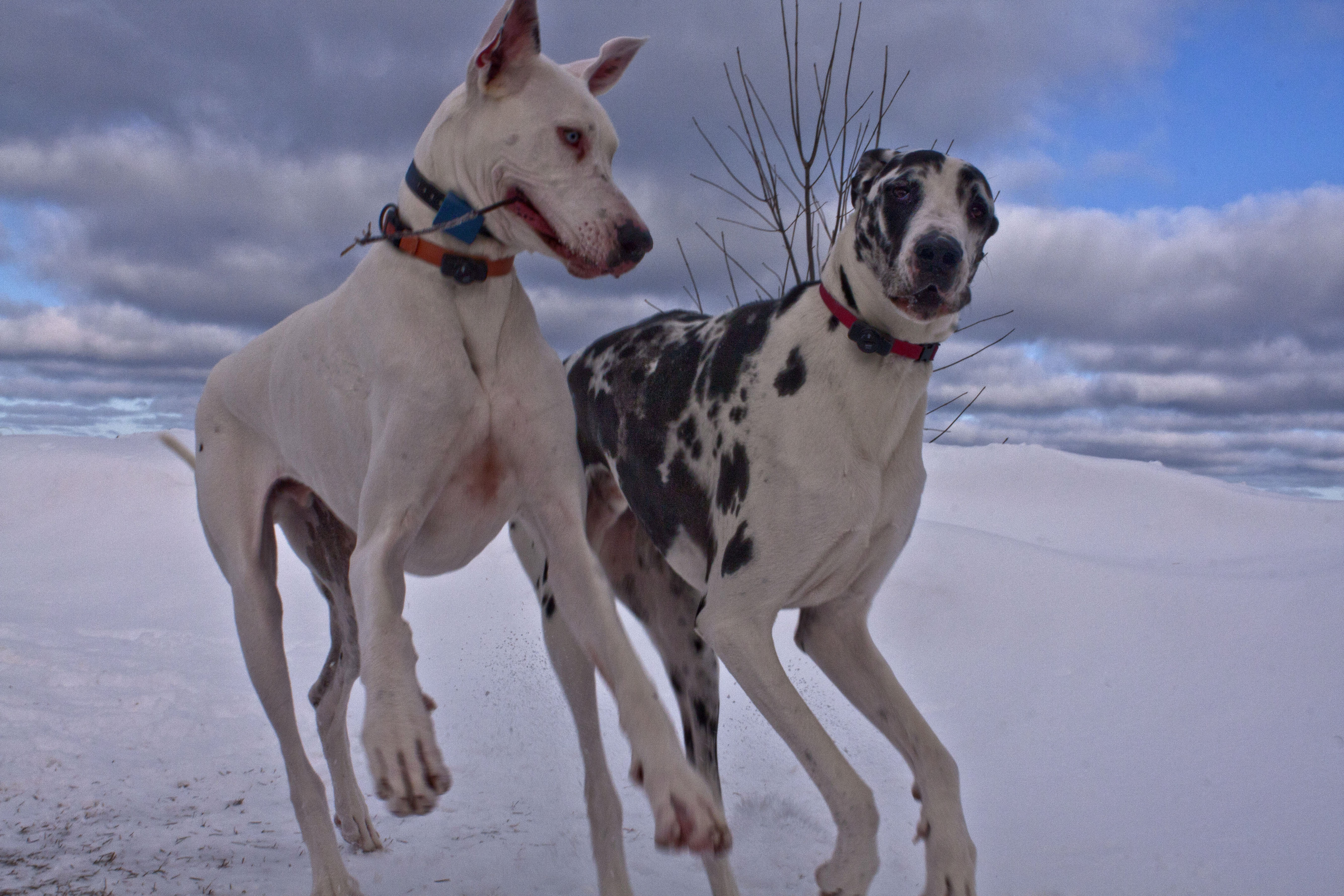
Alano: 238 psi (17 kg/cm2)
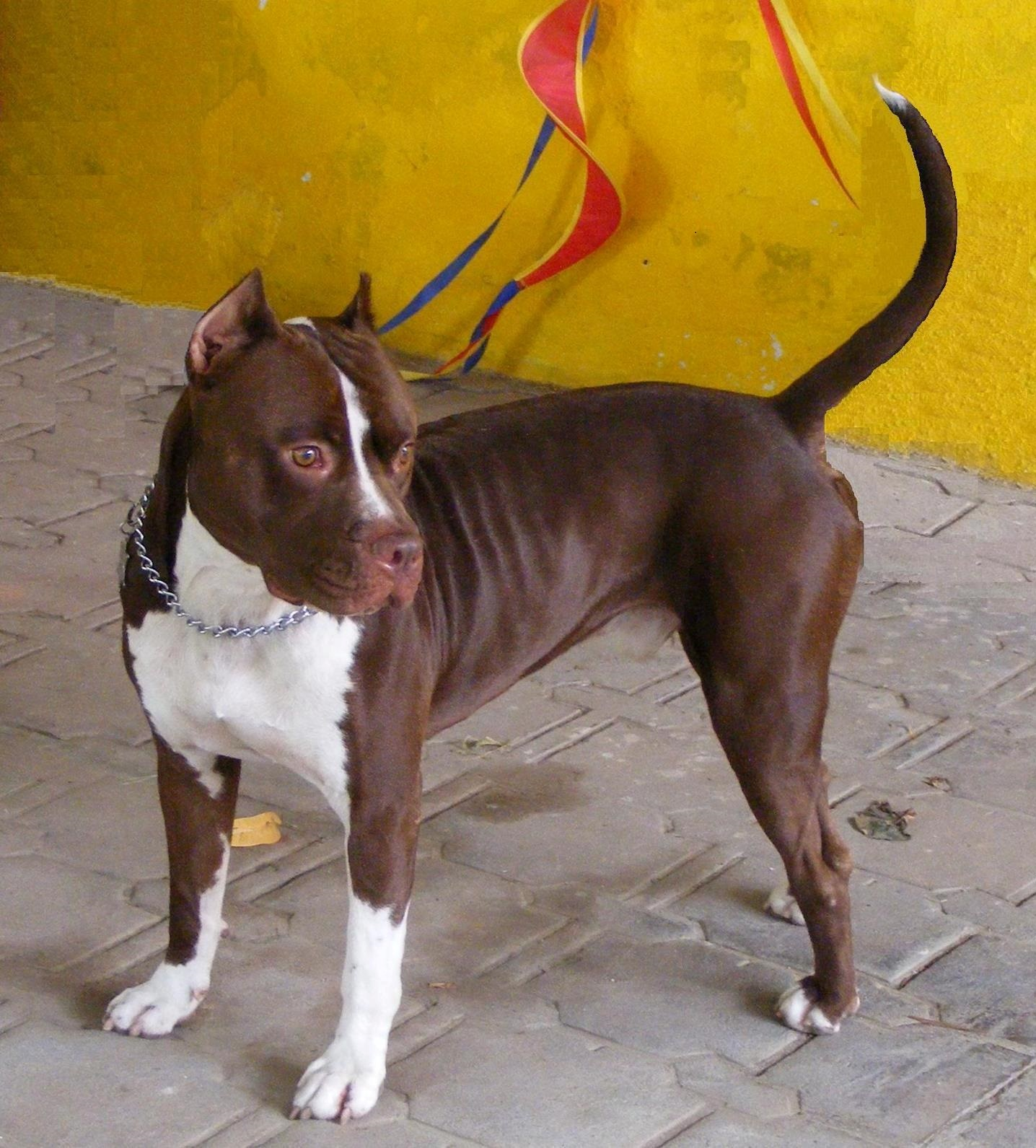
American pitbull terrier: 235 psi (16,8 kg/cm2)
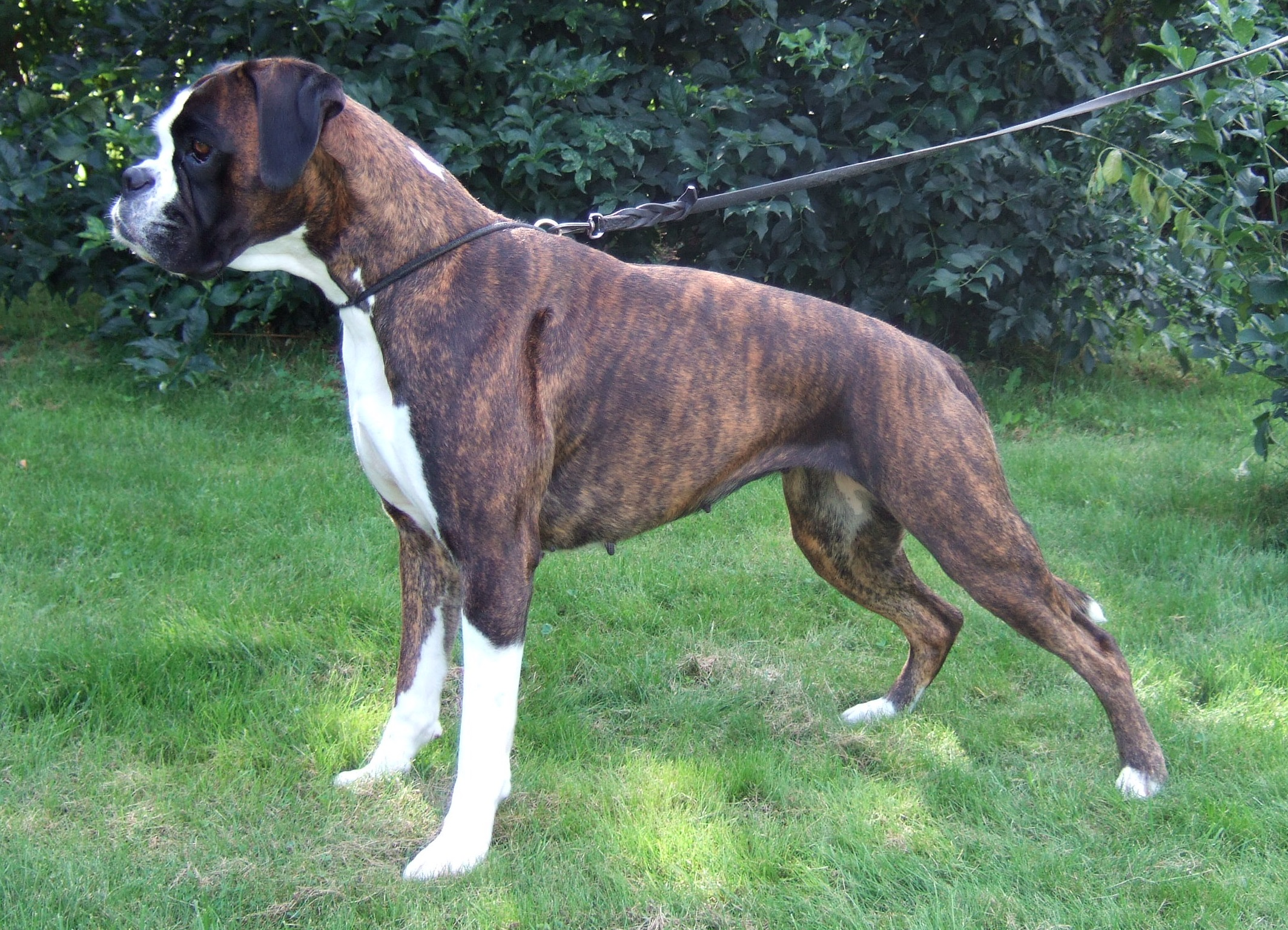
Boxer: 230 psi (16,4 kg/cm2)
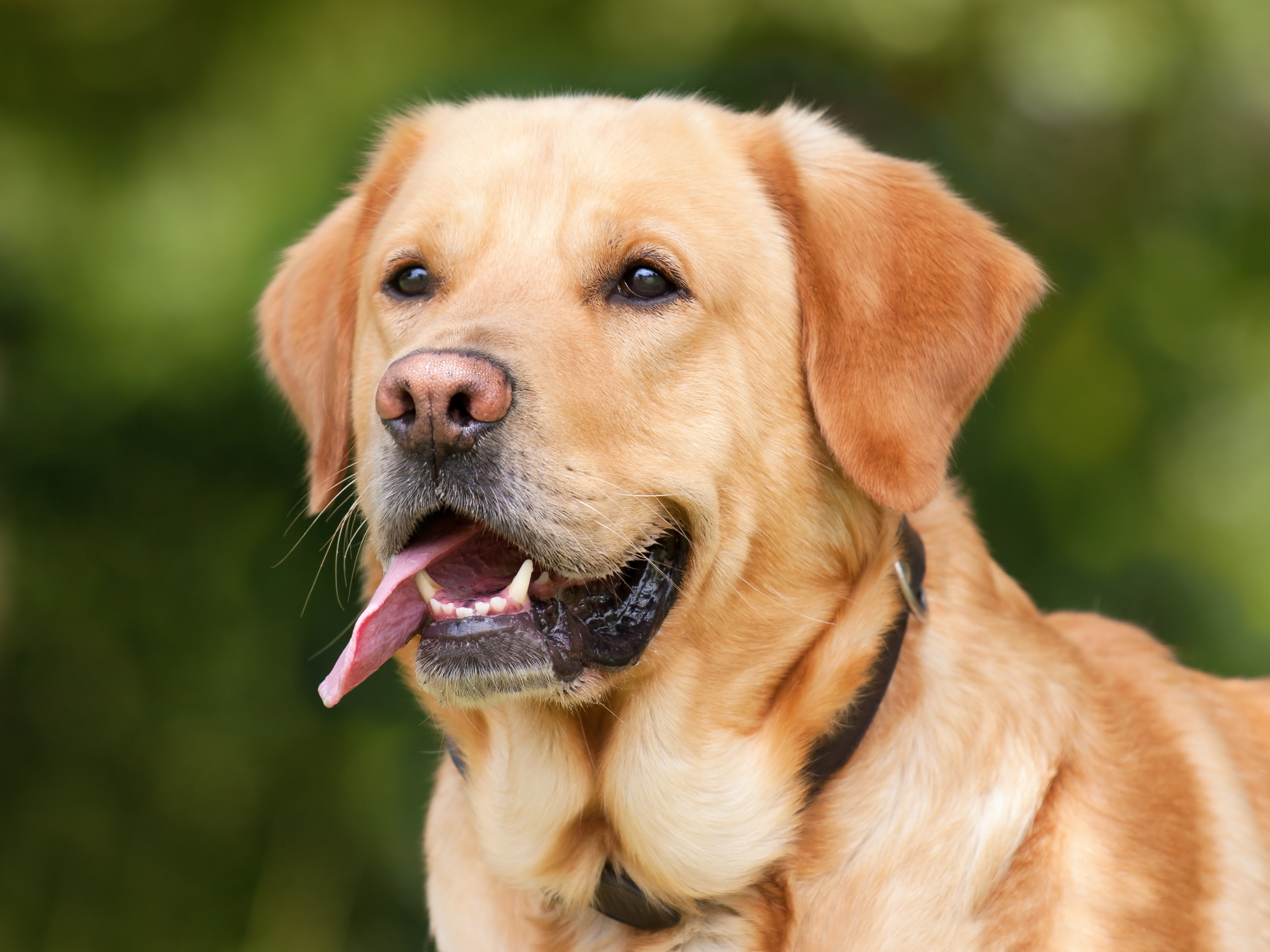
Labrador retriever: 230 psi (16,4 kg/cm2)
Alano spagnolo: 227 psi (16,2 kg/cm2)
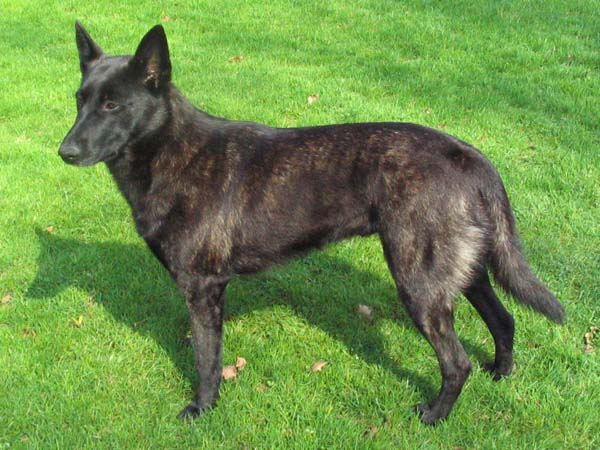
Pastore olandese: 224 psi (16 kg/cm2)
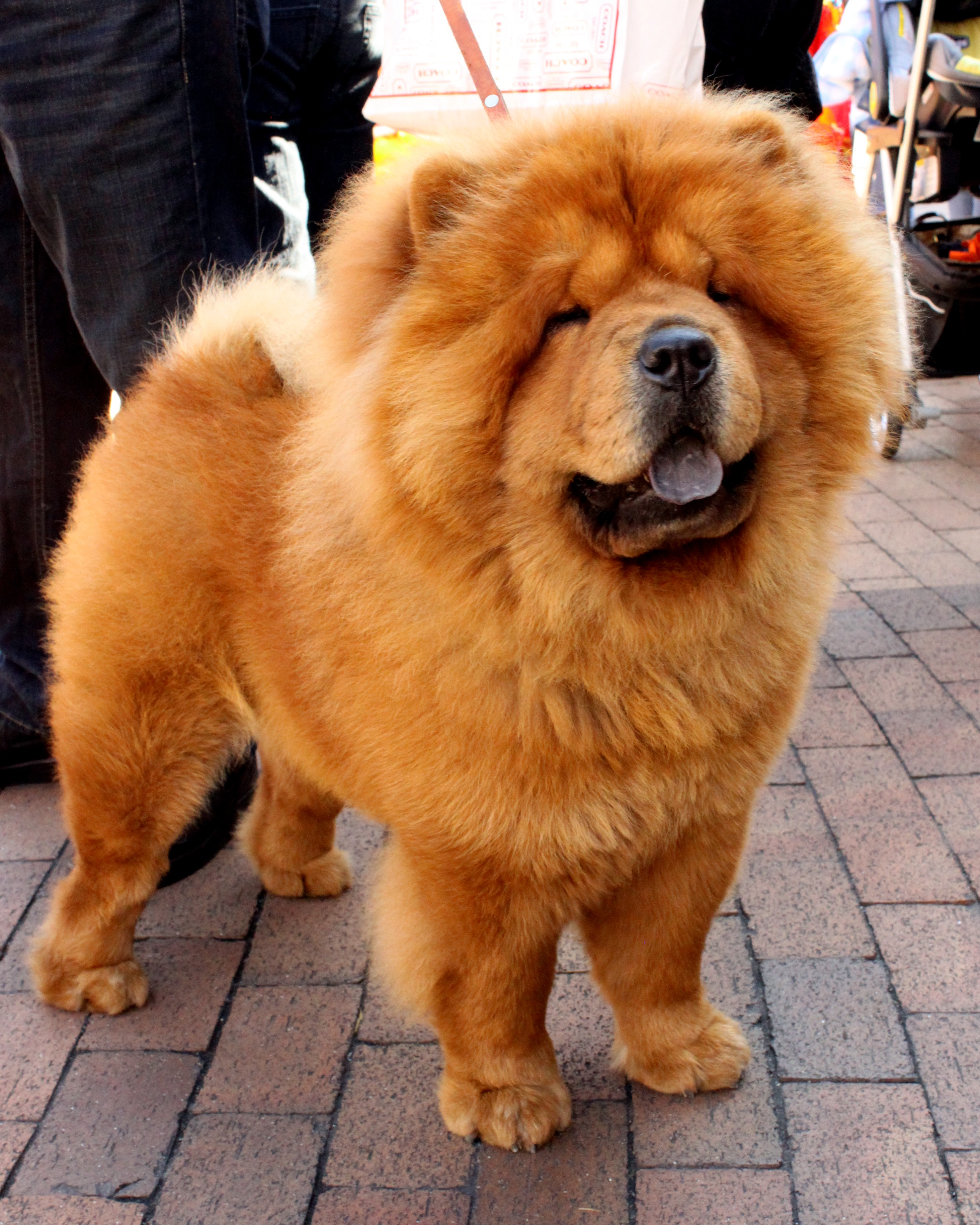
Chow chow: 220 psi (15,7 kg/cm2)
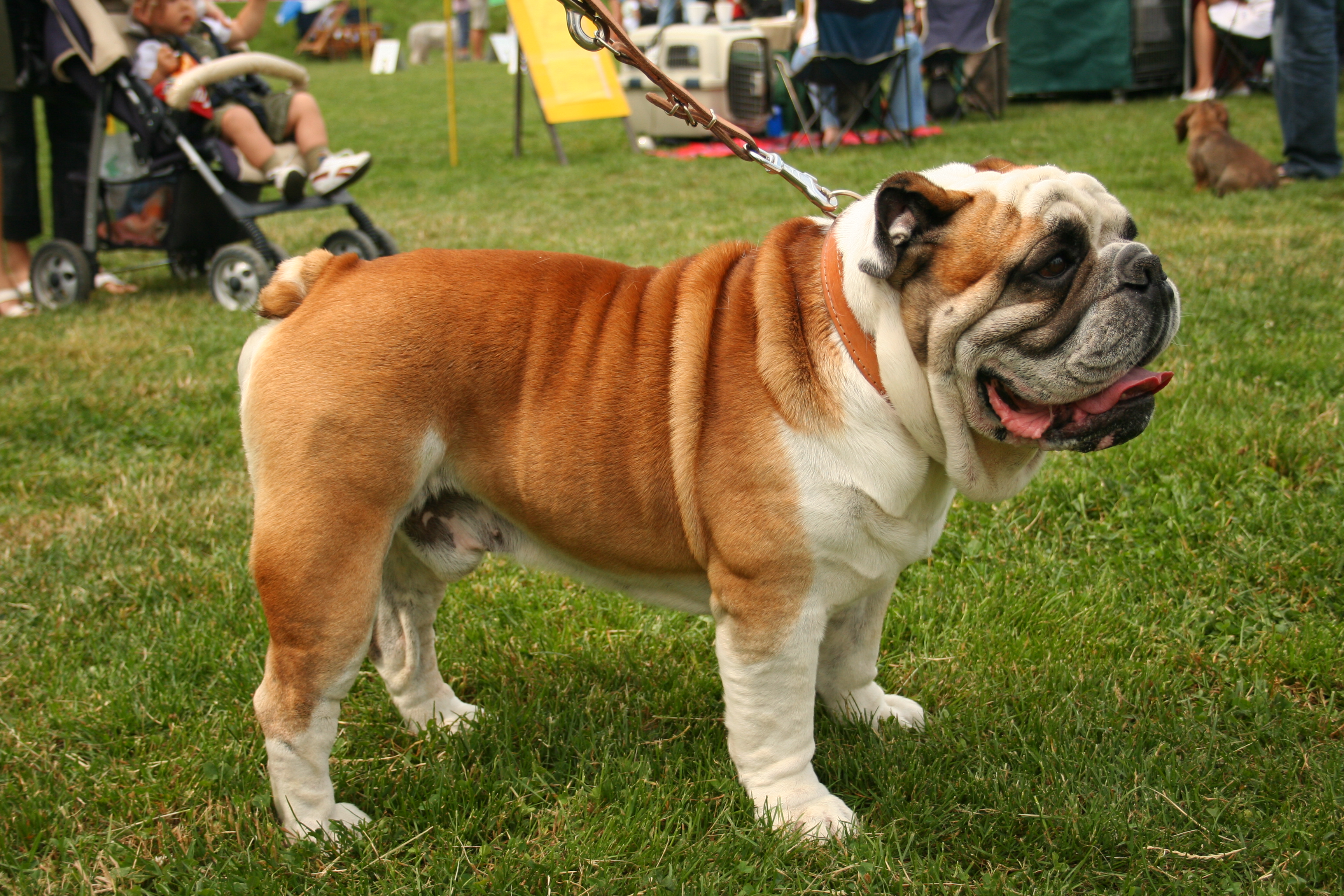
Bulldog inglese: 210 psi (15 kg/cm2)
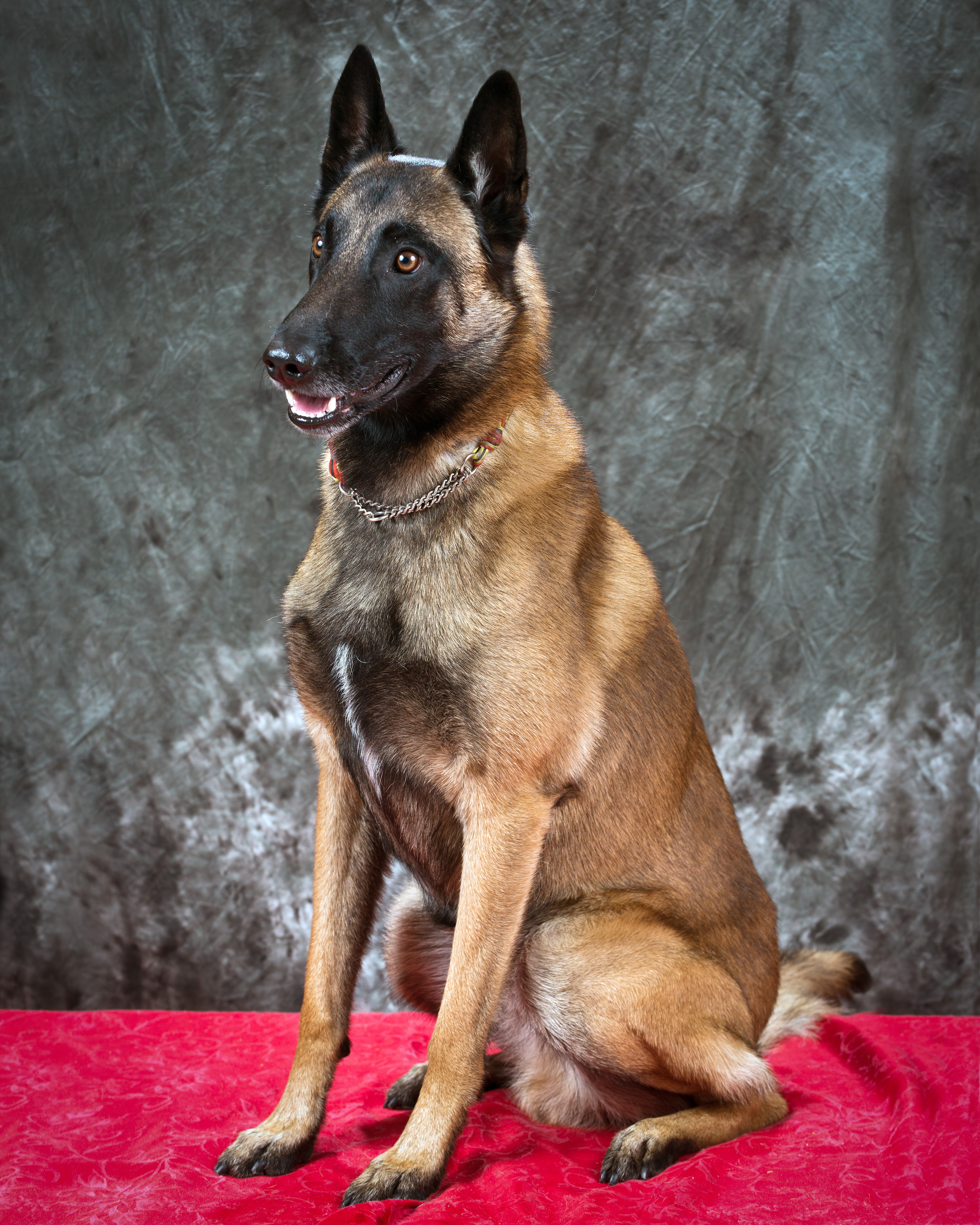
Pastore belga Malinois: 195 psi (13,9 kg/cm2)

### Malattie trasmissibili all'uomo
La zoonosi indica tutte le malattie che possono essere trasmesse, direttamente o indirettamente, dagli animali vertebrati all'uomo e viceversa. 
Tra tutte le zoonosi del cane sono prevalenti quelle a eziologia parassitaria e micotica.
Le zoonosi del cane sono prevalentemente classificate per: 
Agente eziologico:
- zoonosi batteriche
- zoonosi virali
- zoonosi micotiche
- zoonosi parassitarie

Ambiente: 
- zoonosi silvestri
- zoonosi rurali
- zoonosi urbane

Ciclo biologico del patogeno: 
- zoonosi dirette
- ciclozoonosi
- metazoonosi
- saprozoonosi

## Record
| Record            | Cane                                                                                              | Razza                           | Residenza  | Fonti                       |
| ----------------- | ------------------------------------------------------------------------------------------------- | ------------------------------- | ---------- | --------------------------- |
| Altezza massima   | Zeus 1,118 m                                                                                      | Alano                           | Otsego     | [ 48 ]                      |
| Altezza minima    | Miracle Milly 9,65 cm                                                                             | Chihuahua                       | Dorado     | [ 49 ]                      |
| Lunghezza minima  | Heaven Sent Brandy 15,2 cm                                                                        | Chihuahua                       | Largo      | [ 50 ]                      |
| Lunghezza massima | Aicama Zorba of La-Susa 94 cm                                                                     | Mastiff                         | Londra     | [ 51 ] [ 52 ]               |
| Peso massimo      | Aicama Zorba of La-Susa 156 kg                                                                    | Mastiff                         | Londra     | [ 53 ] [ 54 ] [ 55 ] [ 56 ] |
| Età massima       | Max (9 agosto 1983 - 18 maggio 2013) 29 anni Luvil 10 settembre 1980 - 22 settembre 2010) 30 anni | Mix di: Beagle Bassotto Terrier | New Iberia | [ 57 ] [ 57 ] [ 58 ]        |

## Religione, mito e arte

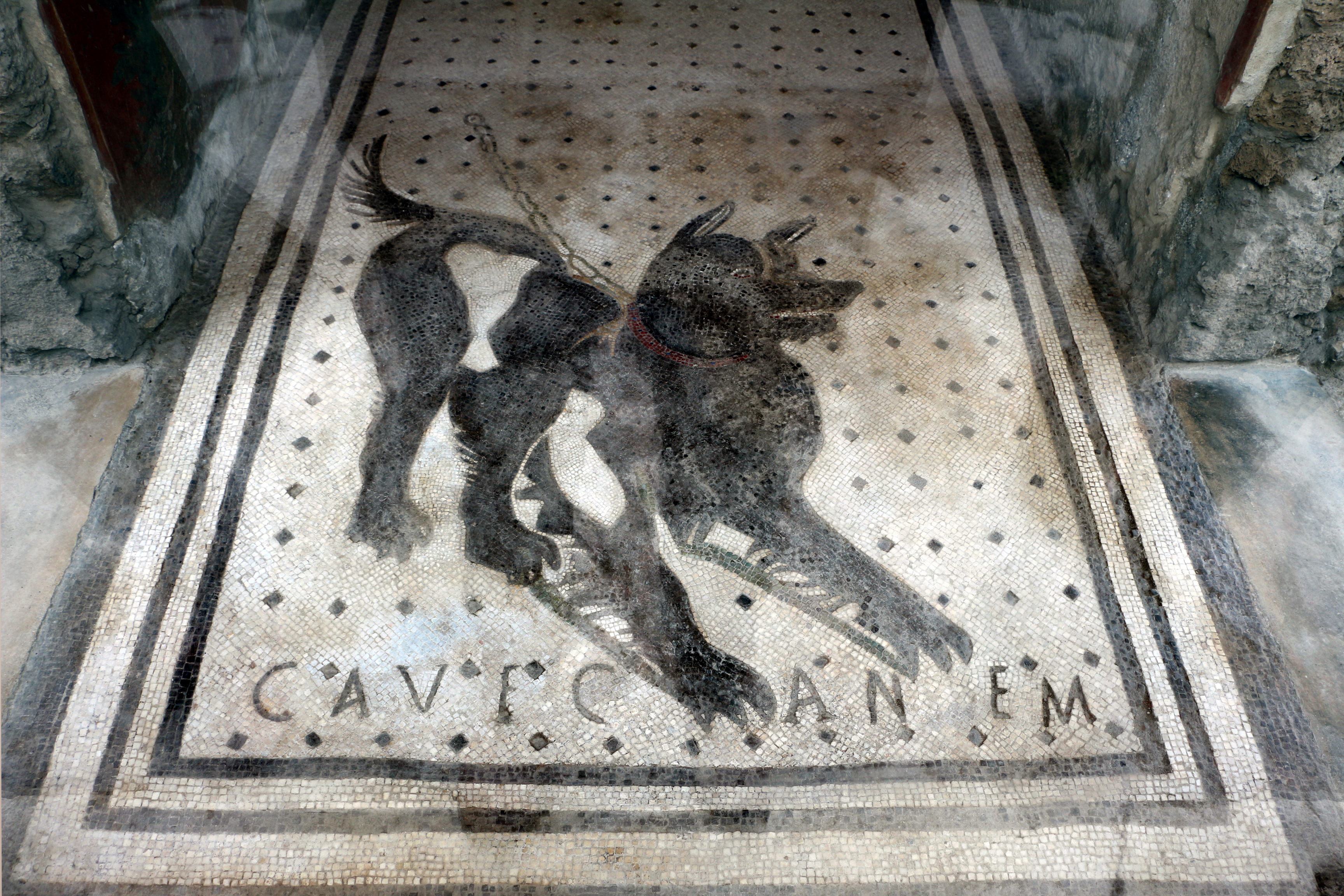
Cave canem, Pompei

In molte culture, mitologie e religioni appare il cane legato a una complessa simbologia che lo collega alla morte, all'Ade, a divinità lunari o ctonie, cioè del mondo sotterraneo. Oltre a questo, il cane è lo psicopompo, la guida dell'anima nell'oltretomba. In questa qualità presta la testa ad Anubi e Thot nell'antico Egitto, a Ecate, Ermete e Cerbero nella civiltà greco-romana. Cerbero, cane a tre teste, si trova anche in raffigurazioni cristiane più tarde dell'inferno, è presente nella Divina Commedia dantesca (Inferno - Canto sesto, vv. 13-33) dove è diabolica immagine opposta alla Trinità. 
Il Medioevo valorizzò il cane come il guardiano delle case e delle greggi, il compagno insostituibile nella caccia, anche simbolicamente, come l'immagine della fedeltà. Come incarnazione della fedeltà del vassallo al suo signore feudale, della donna al marito, esso compare nei monumenti sepolcrali cavallereschi ai piedi del defunto o della defunta. Il cane divenne un'immagine ambivalente, sia della virtù teologale della Fede, sia, negativamente, dell'invida e dell'ira.
Nella mitologia norrena è presente la figura del terribile Garmr, cane infernale, e nell'ambito della mitologia e del folclore del centro-nord Europa è da menzionare anche la caccia selvaggia, schiera furiosa di esseri soprannaturali, legati a divinità ctonie, in cui compaiono anche i cani segugi.. Va altresì evidenziato che dall'Europa, all'America, all'Asia, nelle mitologie e nel folclore da tempi antichissimi è molto frequente la presenza del segugio infernale.
Nell'arte rinascimentale il cane è simbolo della fedeltà e della fedeltà coniugale, come appare in alcune celebri opere: il Monumento funebre a Ilaria del Carretto a Lucca, la Venere di Urbino e il Ritratto di Eleonora Gonzaga Della Rovere di Tiziano Vecellio, il Ritratto dei coniugi Arnolfini di Van Dyck.